# Brignogan-Plages
Brignogan redirige ici.
Brignogan-Plages [bʁiɲogɑ̃ plaʒ] (Brignogan en breton) est une ancienne commune du Finistère en France, qui est, depuis le 1er janvier 2017, intégrée à la nouvelle commune de Plounéour-Brignogan-plages de statut administratif commune nouvelle.
C'est une station balnéaire située en bordure de la Manche et qui fait partie de la côte des Légendes.

## Géographie

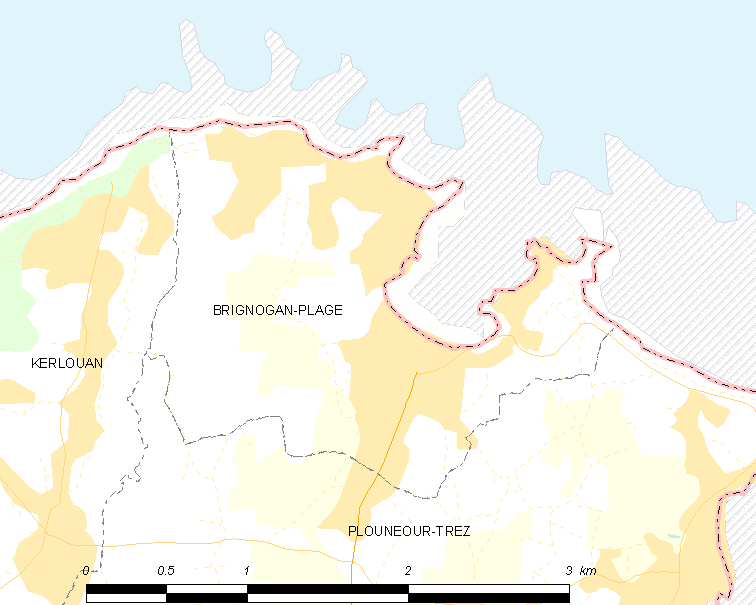
Carte de la commune de Brignogan-Plages

### Localisation
Située à 15 mètres d'altitude et voisine des communes de Plounéour-Trez (avec laquelle elle a fusionné en 2017) et de Kerlouan. Les plus grandes agglomérations situées à proximité sont Lesneven, distante de 10 kilomètres, Landerneau, cette dernière ville se trouvant à 24 km au sud-est et Brest distante de 36 km au sud-ouest. La commune dispose d'une façade littorale longue de 5 km, donnant sur la Manche.

### Relief et géologie

Carte géologique du Massif armoricain.

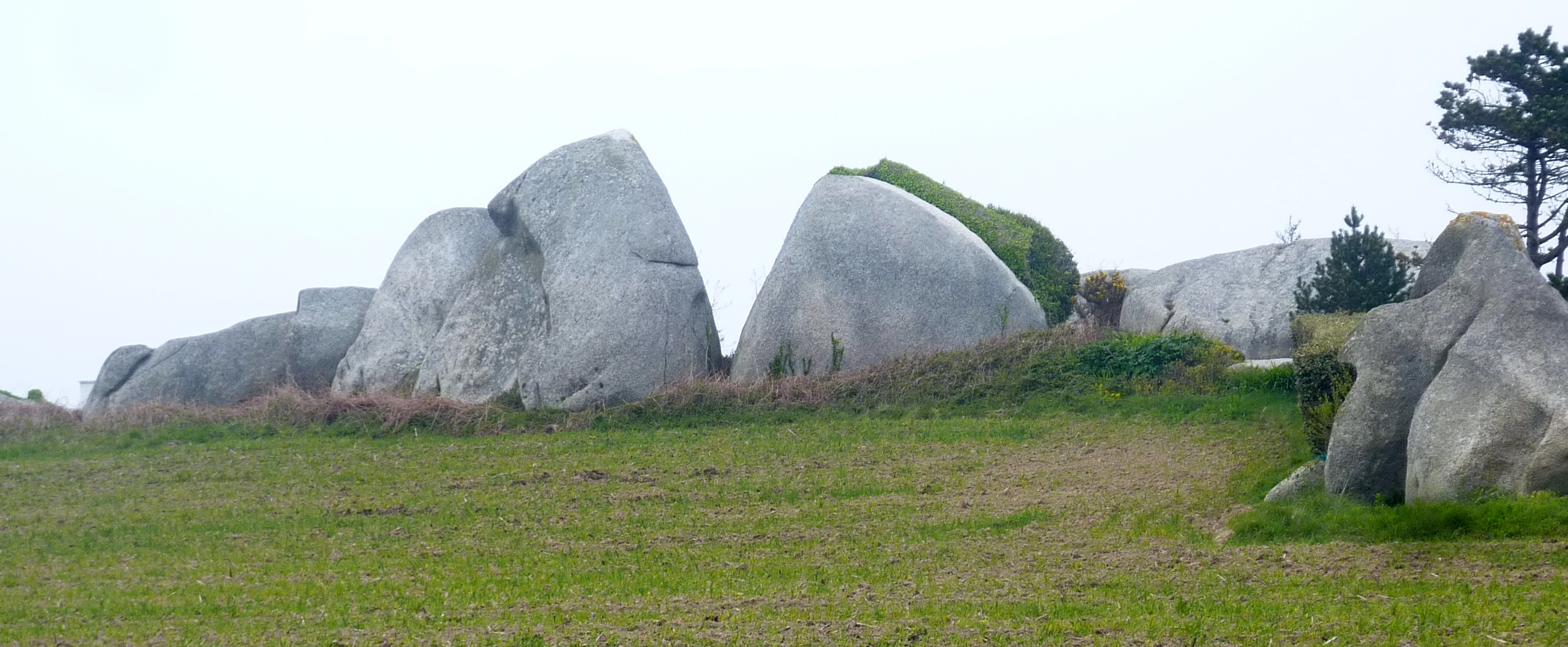
Brignogan-Plages : rochers dans la campagne témoignant de la transgression flandrienne

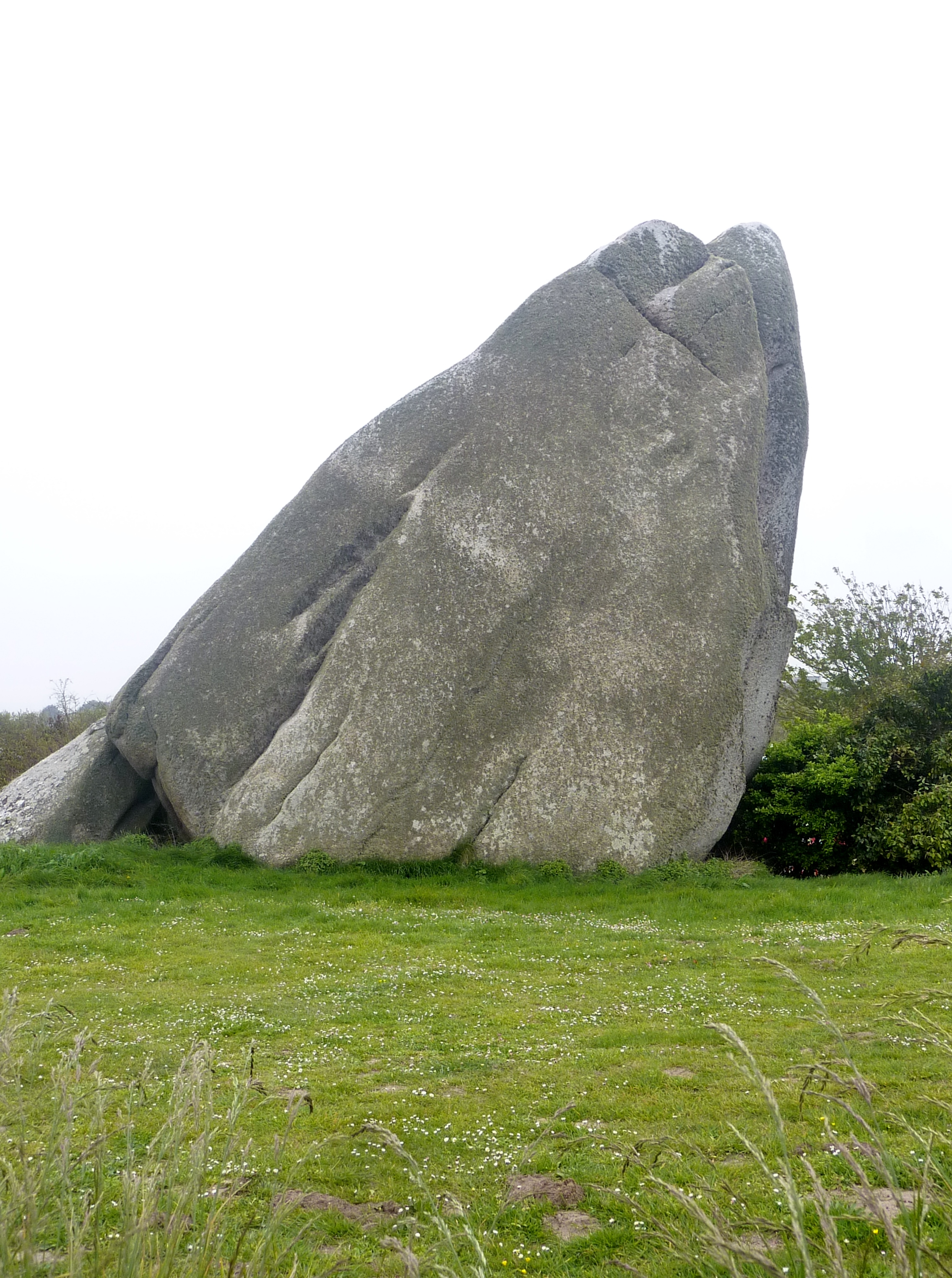
Brignogan-Plages : rocher dans la campagne témoignant de la transgression flandrienne

Le relief de la commune est d'une platitude remarquable, l'altitude la plus élevée étant de 45 mètres à Toulran, dans la partie sud-est du finage communal, mais la majeure partie de la commune est comprise entre le niveau de la mer et 20 mètres d'altitude.
Brignogan est au nord-est du domaine structural de la zone de Léon qui constitue un vaste antiforme métamorphique de 70 km sur 30 km orienté NE-SW. Postérieurement au métamorphisme hercynien, se développe un important plutonisme : le chapelet nord de granites rouges tardifs (ceinture batholitique de granites individualisé pour la première fois par le géologue Charles Barrois en 1909, formant de Ouessant à Barfleur (Aber-Ildut, Carantec, Ploumanac'h,
puis Flamanville et Barfleur) un alignement de plutons de direction cadomienne, contrôlé par les grands accidents directionnels WSW-ENE), datés aux alentours de 300 Ma, correspond à un magmatisme permien. L'orogenèse hercynienne se termine par la formation de deux accidents crustaux majeurs qui décalent les granites carbonifères : le décrochement dextre nord-armoricain (faille de Molène-Moncontour) et le cisaillement senestre de Porspoder-Guissény (CPG). Le plutonisme sur le territoire de Brignogan se traduit par la mise en place du massif de monzogranite de Brignogan-Plouescat qui forme un pluton unique, coupé par le décrochement de Porspoder (baie de Goulven). Le monzogranite de Brignogan est constitué par un faciès à biotite et cordiérite et à mégacristaux d’orthose (5–6 cm en moyenne). Cette venue granitique est associée au fonctionnement de la faille de Porspoder.
La nature granitique de son sol explique l'abondance des rochers épars disséminés un peu partout à proximité du littoral (d'anciens îlots rocheux le plus souvent lors de la transgression flandrienne) et l'aspect accidenté de son littoral, parsemé de rochers aux formes souvent pittoresques, principalement à proximité de la pointe de Beg Pol à l'ouest, mais aussi de la pointe de Beg ar Scaf plus à l'est, même si Brignogan est surtout connu pour ses plages, exposées vers le nord, la principale, incurvée au fond de l'anse de Pontusval, une grande baie en arc de cercle étant la « Grande Plage », le long de laquelle s'est développée la station balnéaire, mais aussi en allant vers l'ouest, la plage des Crapauds, la plage de Bihou, la plage des Chardons Bleus, la plage de Porspol et la plage du Phare, et, en allant vers l'est, la plage du Lividic, dont la majeure partie se trouve toutefois sur le territoire de la commune voisine de Plounéour-Trez.

### Hydrographie
La commune est traversée par trois cours d'eau :
- l'Horn qui se jette dans la mer à l'ouest de la pointe de Beg Pol
- le Scluz et le Garo qui se jettent dans la baie de Pontusval

Les plages de Brignogan

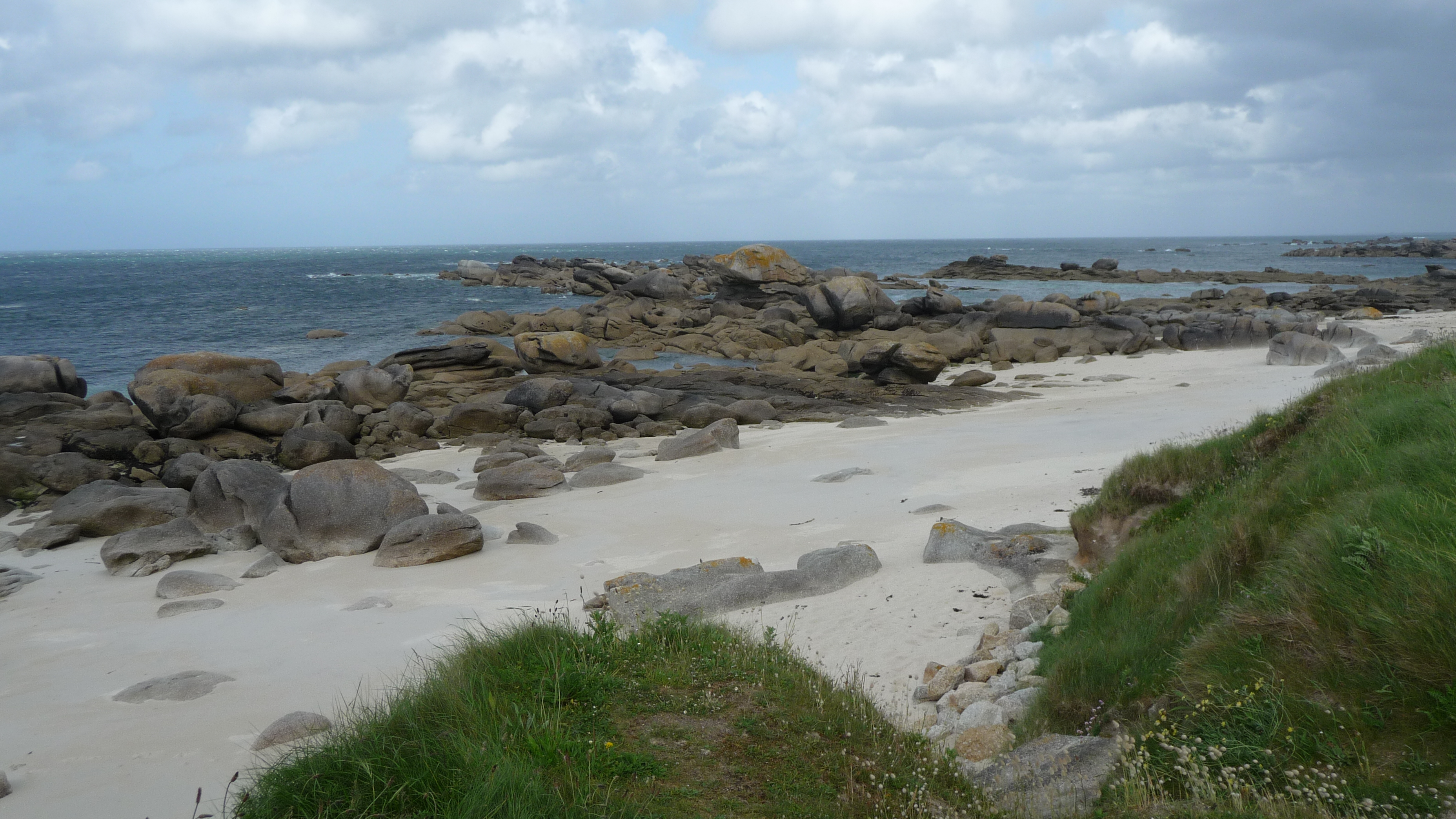
Brignogan-Plages : la plage du Phare 1.
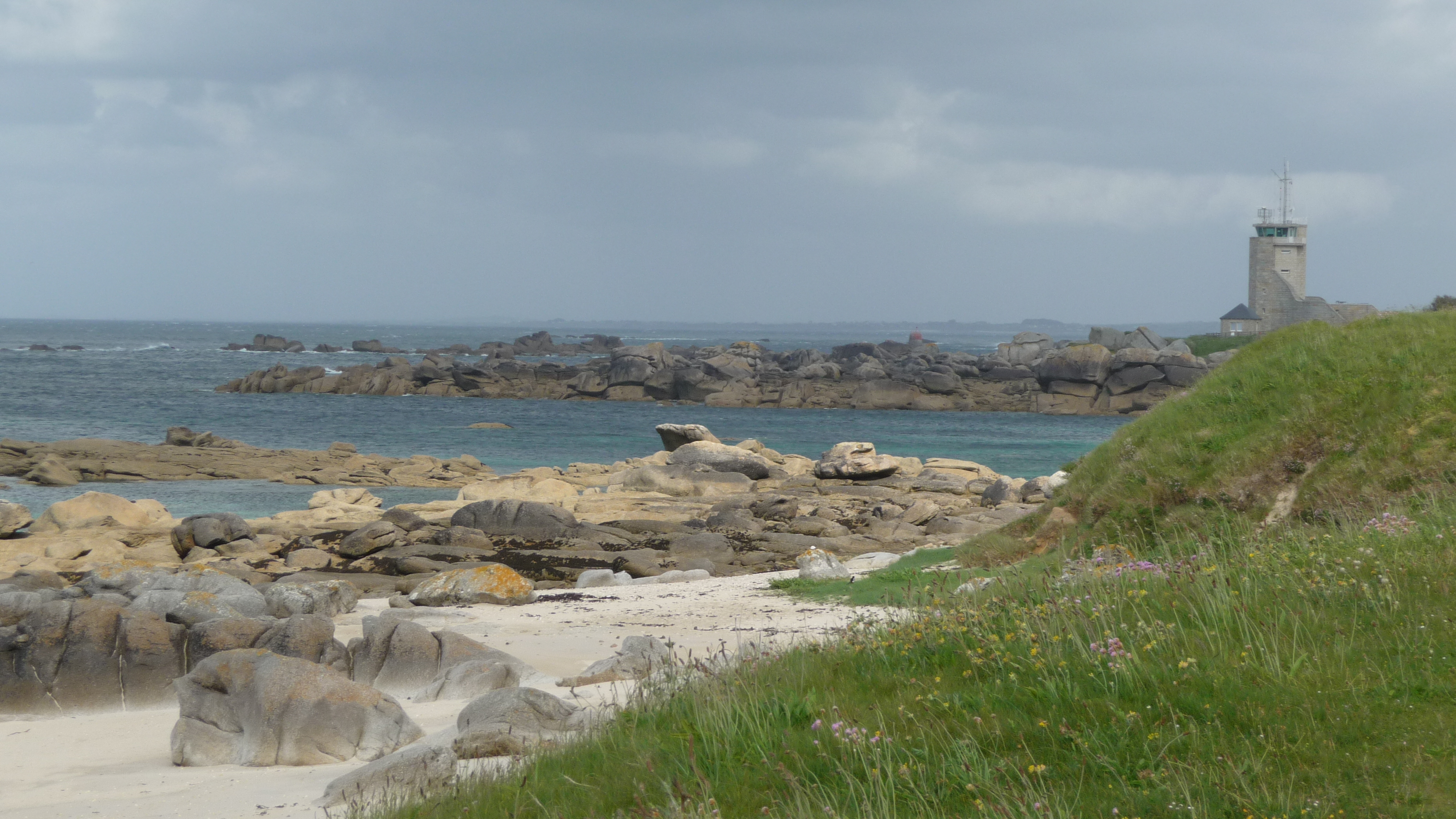
Brignogan-Plages : la plage du Phare 2.
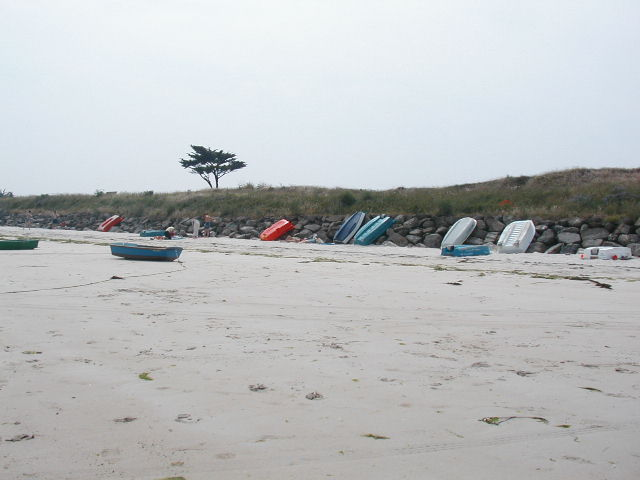
Brignogan-Plages : la plage de Keravézan.
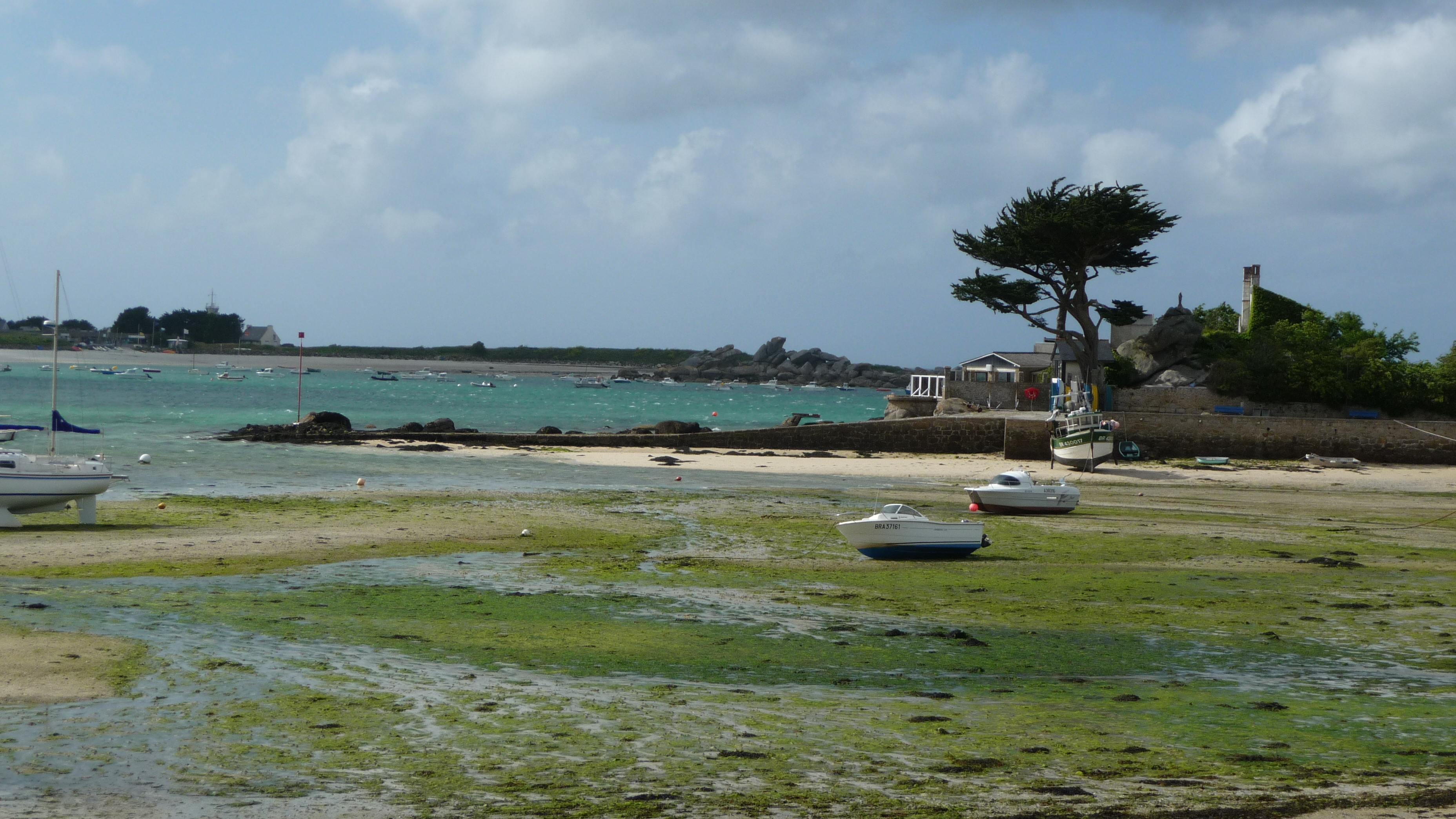
La Baie de Brignogan vue de la Plage du Garo à marée basse.
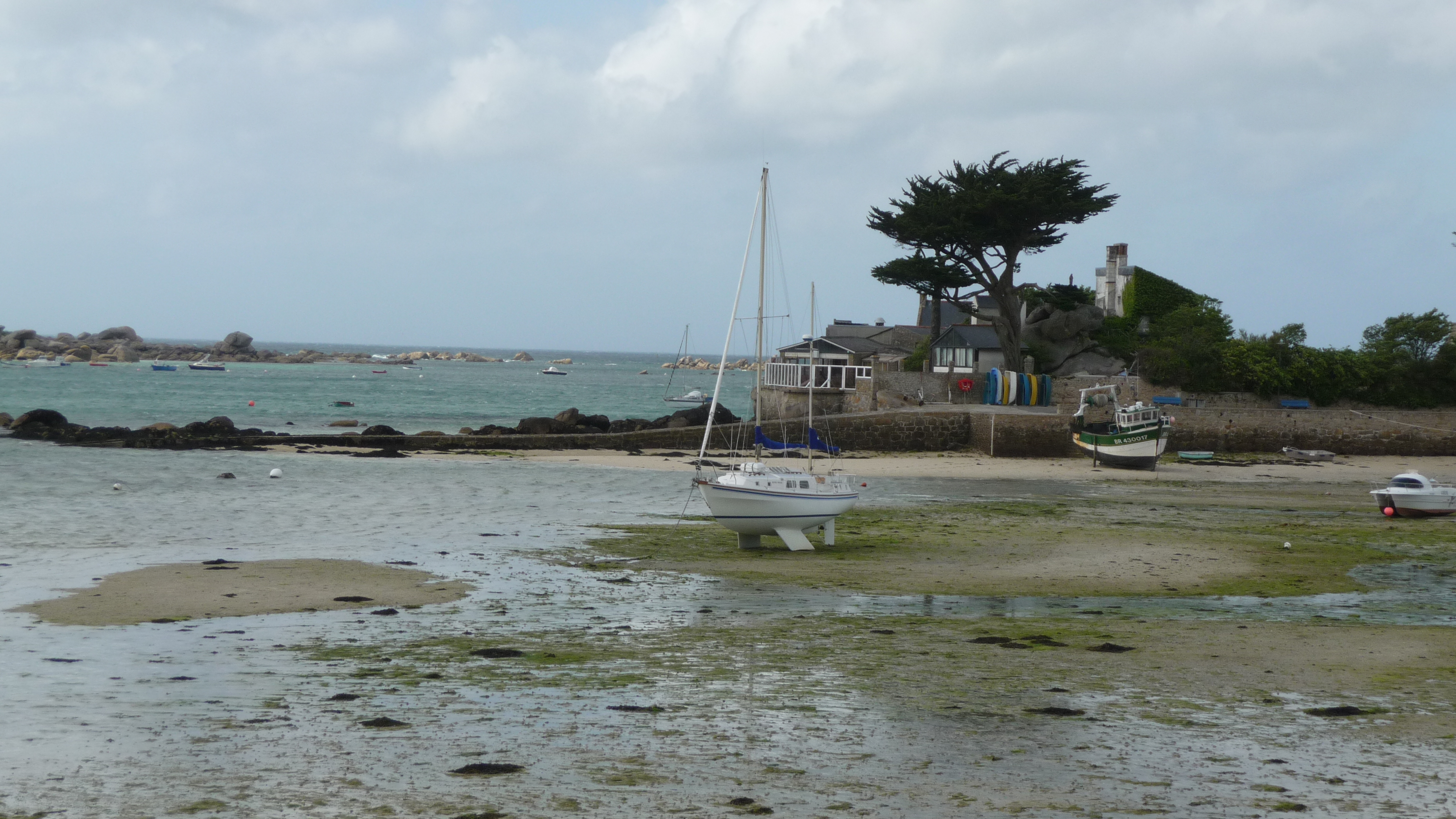
Brignogan-Plages : la plage du Garo.

La commune est de petite superficie (3,60 km2). Le bourg est en forme de « Y », étiré en arc de cercle le long de l'anse de Pontusval d'une part, et le long de la RD 770 d'autre part. Un habitat de type rurbain, formé essentiellement de résidences secondaires s'est développé en arrière de la côte, principalement dans la partie occidentale du finage communal autour de Moabren, Terre du Pont, Perros, Kerverven et, à un degré moindre, dans sa partie orientale, autour de Coat Tanguy et Soulougan, laissant peu de place à la campagne, qui subsiste toutefois autour des hameaux les plus éloignés de la mer comme Kervezval, Pratmeur, Kergrohen et Radénoc.
Les nombreux écueils situés à proximité du littoral rendent la navigation assez dangereuse, ce qui par le passé suscita bien des peurs. Par exemple, Armand Dayot a écrit en 1897 : « Ce pays de Brignogan est maudit et je tremble pour les navires marchands qui, aujourd'hui encore, naviguent le soir, sans pilote, en vue des rivages de ces mauvaises gens », faisant allusion aux légendes des naufrageurs du Pays pagan proche.
À la limite de Kerlouan, en aval du hameau de Kerzenval, se trouvait une lagune, transformée en étang (il figure sur la carte d'état-major de 1889) qui a été asséché depuis.

### Climat
Le climat de la frange septentrionale du Pays de Léon, à laquelle appartient Brignogan-Plages, est de type océanique, adouci par le Gulf Stream, la commune faisant partie de la Ceinture dorée bretonne.
La relative fraîcheur des températures en été (16,6 °C en moyenne), leur douceur en hiver (7,8 °C en moyenne) et les précipitations moyennes (inférieures à 900 mm) s'expliquent par la proximité de la mer qui joue le rôle de régulateur thermique. La température moyenne annuelle est de 12,2 °C.
Les vents forts, de la fin de l'automne et de l'hiver, affectant cette partie du littoral léonard sont de secteur ouest. En période estivale, on note le renversement de la prédominance des vents qui sont alors de secteur nord-est.
La durée d'ensoleillement est estimée à plus de 1 750 heures par an.

### Voies de communication et transports
Un temps desservi par une voie ferrée d'intérêt local venant de Landerneau via Lesneven et par l'ancienne RN 170 venant de Quimper jusqu'à Brignogan, aujourd'hui déclassée en RD 770, Brignogan-Plages est, en raison de sa situation péninsulaire, à l'écart des grandes voies de communication moderne. Le port de Pontusval reste un sympathique petit port de plaisance, assez fréquenté durant l'été.

## Toponymie
Attesté sous le nom Breniogan en 1556.
Le nom Brignogan proviendrait du vieux breton bre, « colline », et de l'anthroponyme Ogan (cf. Tréogan). On rencontre l'appellation Brignaugan à partir du XVIIIe et du XIXe siècle. Le rajout du suffixe « Plages » fut décidé pour des raisons de promotion touristique en 1936.
Un ouvrage récent émet l'hypothèse que le bourg de Brignogan, situé sur un mamelon, devrait la première partie de son nom au vieux breton bren « colline », la seconde partie du toponyme ogan existant en d'autres endroits, ainsi que comme nom de famille.
Or, un autre auteur, Francis Gourvil écrit ceci, en 1982, dans le bulletin de la société : « Braenog, nom de lieu en Cardiganshire, Pays de Galles : braen « putride » + og. Brignogan, Finistère, de brein « pourri » + suffixe oc, propre au bas léonais + diminutif an. Le nom de cette station balnéaire a dû concerner à l'origine un endroit où s'accumulaient des algues marines qu'on laissait pourrir sur place ». Le même auteur estime avoir relevé des milliers de correspondances toponymiques entre le Pays de Galles et le seul Finistère.
Hervé Abalain pense que le toponyme est issu du breton bren (hauteur) et an (blanc).

## Histoire

### Préhistoire
Un site habité dès l'Aurignacien a été identifié sur l'estran à Beg-Pol en Brignogan.
Le territoire de Brignogan est occupé dès le Paléolithique, et tous les peuplements successifs y ont laissé des traces, en particulier le menhir de Men Marz (dit aussi de Pontusval).

« Les environs de Brignogan, si pittoresques avec leurs énormes roches naturelles aux formes bizarres, conservent encore deux menhirs énormes et quelques dolmens ; mais les plus beaux monuments de ce type ont été détruits ; une allée couverte, qui existait encore vers 1830, avait, paraît-il, 30 m de longueur et une hauteur sous tables de 2 à 3 mètres . »

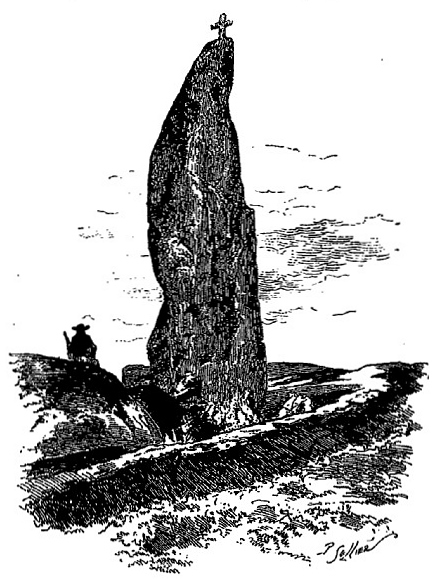
Le menhir de Pontusval (dessin de Valérie Vattier d'Ambroyse, vers 1891).
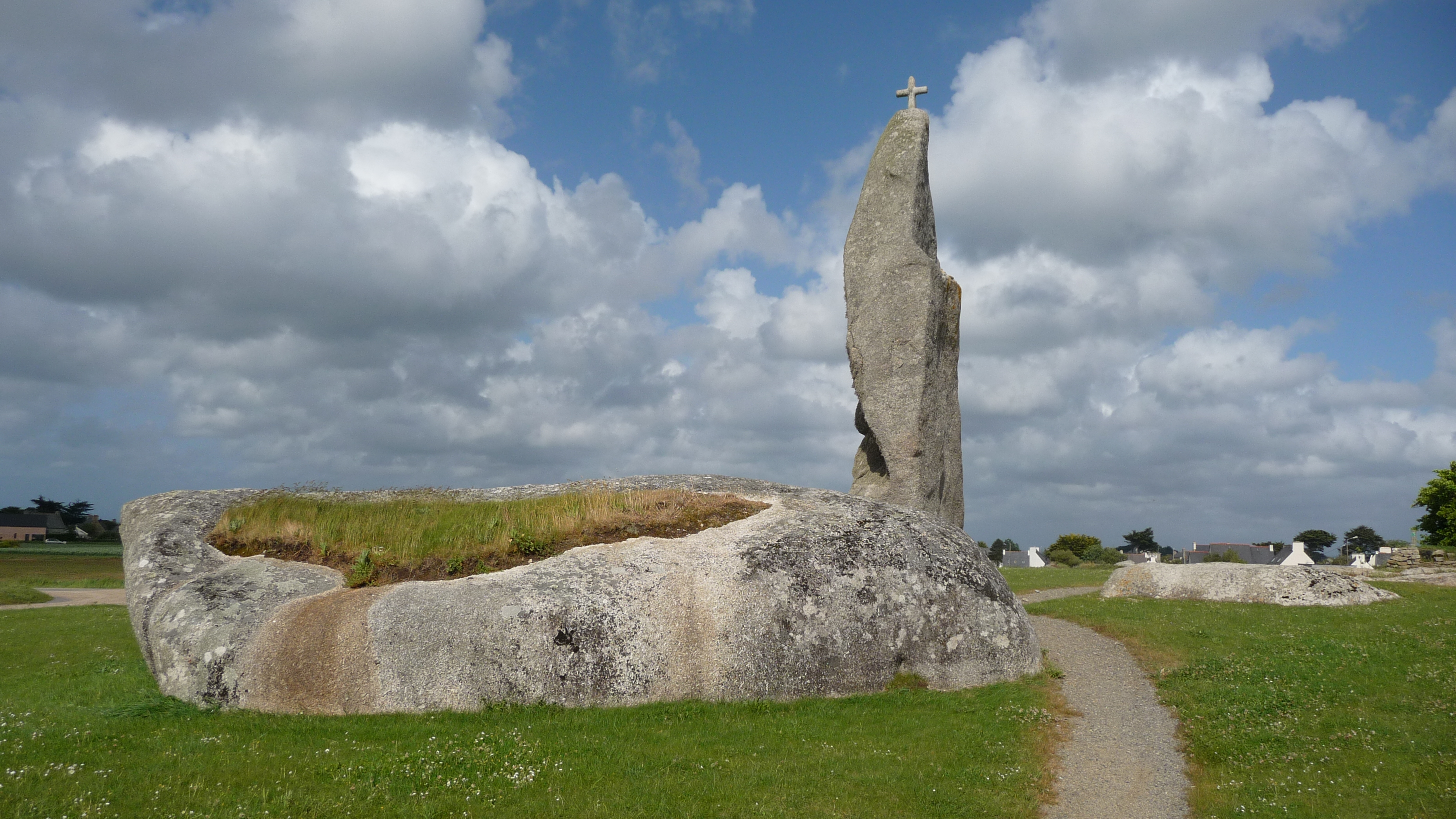
Le même menhir christianisé de Men Marz ou de Pontusval, photographié en 2012.

### Origines
Hameau de la paroisse de Plounéour-Trez depuis le Haut Moyen Âge, il est connu comme site portuaire depuis le Moyen Âge. Pendant longtemps, le port de Pontusval fut un important lieu de passage pour les marchandises vin, blé, viandes ou ardoises qui transitaient vers les foires de Lesneven et de Goulven : le commerce de grains surtout était très surveillé par les douanes, d'où la présence des « maisons de pierre » à la pointe de Beg ar Scaf et à Coat Tanguy près de Castel Régis.
Brignogan se constitue au fil des ans en un démembrement de l'ancienne paroisse de Plounéour-Trez. L'origine du nom est celui du hameau situé sur la hauteur du territoire (la place de la mairie actuelle) entouré d'autres hameaux : Créac'h Vian, Naod Hir, Le Scluz, Le Garo… Le hameau central ayant grandi, il finit par englober les autres hameaux devenus quartiers de la commune et dont les rues ont pris les noms.

### Moyen Âge
Le menhir de Men Marz, connu aussi sous le nom de « Pierre du Miracle », fut christianisé à une date inconnue, probablement au haut Moyen Âge :

« À Brignogan, la Pierre du Miracle, qui domine toute la plaine, était peut-être un symbole de fécondité impure, un "lingam" sacré. Les chrétiens la gravèrent et, à son faîte phallique, placèrent la croix rédemptrice. Le menhir devint clocher. »

### Époque moderne

#### La réputation d'être des naufrageurs
Brignogan est situé sur la côte des Légendes au cœur du Pays pagan, célèbre pour ses pilleurs d'épaves. Longtemps, Brignogan et l'ensemble du Pays pagan ont eu la réputation, probablement exagérée, d'être des naufrageurs ; un auteur non précisé écrit par exemple en 1901 : « Pendant plusieurs siècles et jusqu'à ce que Louis XIV réprimât leurs sinistres exploits, Lannilis, Kerlouan, Guissény, Kertugal [Pontusval], Plounéour et bien d'autres lieux ne furent que des repaires de naufrageurs. Tous les hommes y étaient associés pour conspirer la perte d'autres hommes. (...) Les habitants étaient plus à craindre que les écueils parmi lesquels, le couteau au poing, ils guettaient les épaves et les naufragés ».
Ces pêcheurs paysans, très pauvres, faisaient disparaître en quelques heures les cargaisons des navires échoués sur les brisants de cette côte farouche. Pour ce faire, on raconte que les Pagans attachaient des torches aux cornes de taureaux boiteux pour imiter avec leur balancement les feux destinés à guider les bateaux vers les ports. On raconte aussi qu'ils illuminaient les églises et chapelles des falaises pour y attirer les vaisseaux…

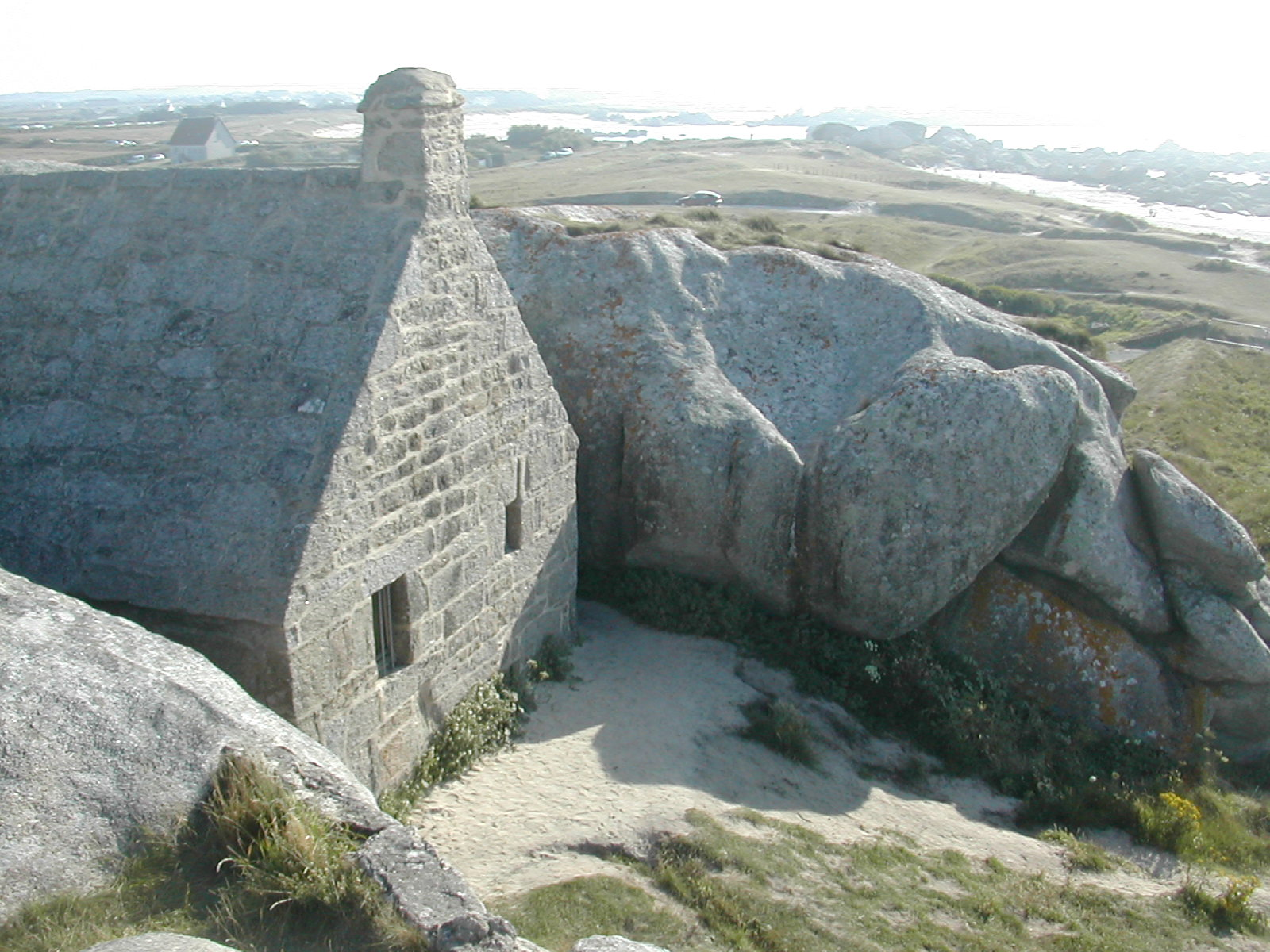
Le poste de garde de Meneham en Kerlouan.

En effet, dans ces baies propices à la balade à pied, les pierres et les récifs sont nombreux et la pratique du droit de naufrage permettait de s'approprier les cargaisons échouées sur les plages. Cette pratique fut interdite par Colbert en 1681.
Des postes de garde destinés à la surveillance des côtes furent alors installés sur le littoral. Celui de Meneham, à Kerlouan, est encastré sur une butte au milieu d'énormes rochers. Enfin pour mettre totalement fin aux risques de naufrage il fut décidé de construire un phare, le phare de Pontusval, afin de signaler l'entrée dans la baie de Brignogan aux nombreux bateaux qui y passent. Construit en granit et en pierre, le phare date de 1869. Il mesure 18 mètres de haut, et sa portée est d'environ 10 milles. Charles Géniaux écrit : « Dans les pays des "paganed", la région de Brignogan, (...) les douaniers ont eu à soutenir des luttes souvent mortelles contre les pilleurs. La prison et les peines les plus sévères ne les arrêtent pas. Ces gens, qui ne voleraient pas un sou à leurs voisins, estiment que tout ce qui vient de la mer leur appartient, au même titre que les coquillages et les poissons. Aussi ne soyez pas surpris de trouver dans leur humble maisonnette une table ou un miroir en acajou incrusté de cuivre et de boire avec eux un verre de porto ou de madère authentique ».
Autrefois, à la pointe de Beg Pol, se trouvait au même emplacement le poste de surveillance des garde-côtes. Cinquante-deux marches permettent d'atteindre le sommet.
Le dernier naufrage remonte à 1930, lorsque le navire de commerce de 80 mètres de long, la Brière, s'échoua dans la baie. Ce fut le dernier navire pillé par des riverains.

#### Les ramasseurs de goémon de Pontusval
Jacques Cambry décrit les ramasseurs de goémon à la fin du XVIIIe siècle :

« Point de récolte sans goëmon ; et c'est la nuit sur-tout qu'ils le ramassent : ils sont nuds, sans souliers, sur les pointes des rochers glissans, armés de perches, de longs rateaux et retiennent, étendus sur l'abîme, le présent que la mer apporte, et qu'elle entraîneroit sans leurs efforts. (...) La mer se retire au loin du port de Pontusval, et laisse son bassin à sec, couvert de sable et de vase ; il faut, sur ce terrein glissant, se rendre jusqu'au nouveau rivage, au milieu des dangers, des chûtes, des dégoûts d'un pareil voyage, souvent sous une pluie d'orage ; la figure coupée par les frimats et par les vents, les yeux brûlés par les particules de sel qui s'élèvent dans l'atmosphère : alors chacun travaille à recueillir un meulon de varec. On le dépose sur huit cordes, autour d'une barrique vide, et l'on attend le retour de la mer, qui doit le transporter au fond du port. Imaginez les peines de ceux qui, dégouttans d'eau de mer et de vase, sont obligés de réunir, de rassembler, de presser, de lier cette masse infecte de goëmon ; ce n'est rien, il faut la conduire, la diriger, à travers les écueils, à l'aide de longs bois ferrés. Souvent, les cordes sont rompues, les malheureux s'abîment et se noient : s'ils se sauvent, au milieu des plantes qui surnagent, qui s'opposent à leur passage, c'est avec des efforts et des dangers inimaginables. »

#### Le port de Pontusval auXVIIIesiècle
Le port de Pontusval ne pouvait accueillir que des bateaux de faible tonnage (de 40 à 50 tonneaux au plus), mais c'était l'un des deux seuls ports de la région avec celui de l'Anse du Kernic (en Plounévez-Lochrist). Jacques Cambry le décrit ainsi en 1794 (l'orthographe de l'époque a été respectée) : 

« L'entrée de Pontusval est bordée de récifs ; elle a cent brasses de largeur : le rocher qu'on nomme le Fil et qu'il seroit possible de faire sauter, coupe la passe en deux parties, et gêne le navigateur. (...) Ce petit port assèche à toutes les marées. (...) On y portoit du vin, des planches, du sel, du fer, de la résine, des poteries, des pierres de moulins. Les Bordelais, les Normands emportoient en échange des futailles vides, des fêves, des pois verds, des grains de toute espèce : on envoyoit d'ici des fromens et du seigle à l'île de Rez, à la Rochelle. (...) La côte de Pontusval est poissonneuse ; les lieues, les turbots, les soles y sont communs et d'un goût délicat ; le chien-de-mer et les marsouins s'y trouvent en très-grande abondance. »

Jacques Cambry précise par ailleurs que « la route de Lesneven à Pontusval est étroite et ruinée ; il seroit essentiel de la réparer au plus tôt (...) ».

#### La vie quotidienne dans la région à la fin duXVIIIesiècle
Jacques Cambry décrit aussi la vie quotidienne des « hommes de la côte » :

« Tous les travaux, ici, se font à la main, sous un ciel noir et rigoureux, battu par les vents et les tempêtes. Le riche est occupé du peu de bois, qu'à force d'argent et d'industrie il peut à peine se procurer ; le pauvre ne peut se chauffer, ou faire cuire ses aliments grossiers, qu'avec de la paille, des landes et des racines de froment. Le mariage est un accord sans amitié, sans confiance et sans amour. La nourriture du pays est une bouillie grossière d'orge, d'avoine, rarement de froment ; on n'y boit dans les jours de fête, qu'une eau fade et souvent saumâtre. »

#### Le manoir du Scluz

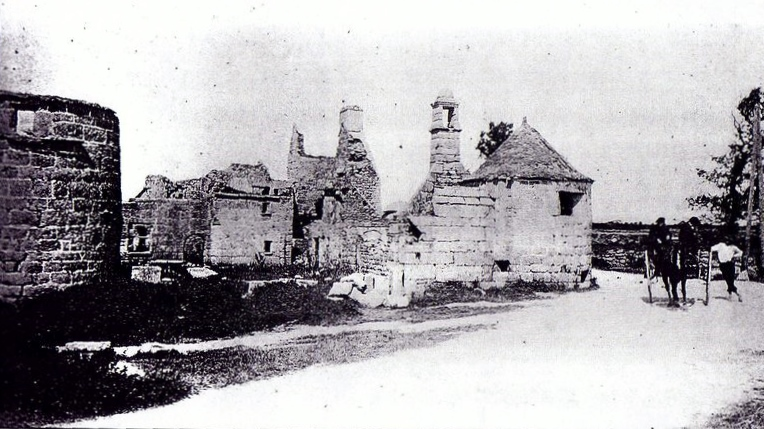
Le manoir du Scluz (état des ruines vers 1880)

Le manoir du Scluz, situé à proximité de l'anse de Pontusval, fut construit au début du XVIIe siècle (en 1617, il était habité par Jean du Bois dont une descendante se maria avec un Du Poulpry, seigneur de Kerillas. Ce manoir fut abandonné lors de la Révolution française, ses ruines subsistaient encore vers 1880 et il a été restauré depuis, devenant le "château Kerzeluse".

### LeXIXesiècle

#### Le naufrage d'un navire anglais en 1852
Dans la nuit du 16 au 17 décembre 1852, un navire anglais jaugeant 625 tonneaux, chargé de sel, monté par vingt hommes d'équipage, surpris par un violent ouragan, fut jeté sur les rochers de la côte de Brignogan ; le navire fut totalement démoli, mais dix-sept hommes de l'équipage furent sauvés.

#### Une scène de la vie rurale traditionnelle en 1894

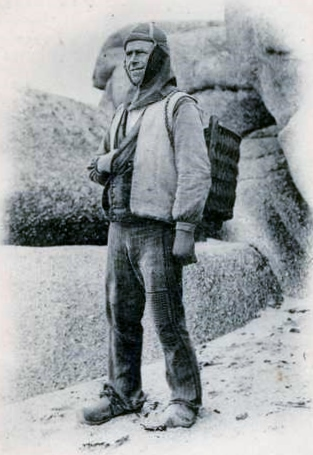
Pêcheur de la région de Brignogan - Kerlouan attendant l'heure de la marée (carte postale, collection Villard, fin XIXe siècle)

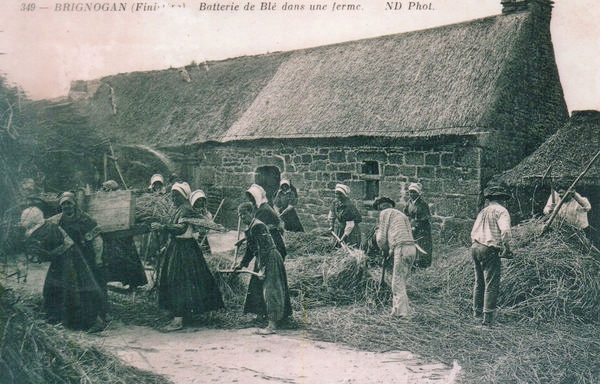
Brignogan : batterie de blé dans une ferme (début XXe siècle, ND Photo)

Maurice Montégut écrit en 1894 dans le journal Gil Blas:

« Dans la cour d'une ferme, à Brignogan, des femmes tricotaient aux dernières lueurs du jour, et les hommes assouplissaient le lin à grands coups de hachoirs de bois, recourbés en lames de cimeterre, avec deux poignées à chaque bout, dans des sortes d'auges de bois, grossières, restées les mêmes depuis les temps anciens. (...) L'intérieur était pittoresque entre tous. Des deux côtés de la salle longue, des lits-armoires en vieux chêne noirci se succédaient par une ligne assombrie. Au fond, à gauche, la haute et vaste cheminée, encrassée de suies anciennes, s'éclairait vaguement d'un feu de bois mourant ; des quartiers de lard pendaient au plafond ; à côté des paquets de chandelle. Dans un recoin près d'une fenêtre, une étagère montait, chargée de vaisselles polychromes : des assiettes bigarrées, à côté d'étains mats, et de bizarres symboles de piété naïve : crucifix de faïence, calvaires de bois, à personnages enluminés, sous des globes de verre ; le long des murs, , sous les lits, couraient de longs bancs de bois, qui étaient aussi des coffres, une fois le couvercle soulevé. Par les deux portes, le soleil entrait, venant des cours, et les animaux aussi pénétraient librement : chiens, chats, poules, canards, parfois un cochon en maraude, un petit veau poussé par la curiosité. »

#### La création de l'école
Fin XIXe la construction de 67 écoles de hameaux a été autorisée dans le Finistère par deux décrets :
- Le décret du 25 octobre 1881 qui a délégué une subvention pour 18 écoles de hameaux sur l'arrondissement de Quimperlé ; toutes ont été bâties.
- Le décret du 14 mars 1882 qui a délégué une subvention pour 50 écoles de hameaux sur les quatre autres arrondissements du département (Brest, Châteaulin, Morlaix, Quimper) à choisir dans les communes « dont le territoire est le plus étendu et les ressources les plus restreintes » ; 49 ont été bâties dont 1 à Plounéour-Trez (Brignogan qui était à cette époque un hameau de Plounéour-Trez)[21].

#### Le marché aux chevaux de Brignogan
En 1887, Auguste Dupouy indique que « la commune de Plounéour-Trez, dont le territoire s'étend autour des deux baies de Pontusval et de Goulven, est fréquentée de nos jours par les familles aisées du pays de Léon, qui s'établissent au hameau de Brignogan pendant la saison des bains de mer ». En 1889, « Brignogan, avec deux auberges, ne recevait guère que la visite des maquignons, à qui l'on présentait les chevaux sur une chaussée descendant à la grève ». Cette scène se déroulait « devant l'Auberge de la Grande-Maison » précise Maurice Montégut.

« Ils élèvent des chevaux, et c'est un marché presque quotidien, sur la petite place de Brignogan (...), dans la rue en pente vers la mer. Chaque jour, de Landivisiau, de Landerneau, de Brest, par les routes de Lesneven, de Lannilis, quelque voiture qui porte un maquignon à blouse bleue... Dès que l'arrivée d'un marchand est signalée, les propriétaires accourent sans amener leurs bêtes, pour se renseigner d'abord, comme avec le secret espoir d'obtenir l'argent sans livrer la marchandise. Enfin ! Il faut bien se résigner au donnant-donnant du commerce, et l'une après l'autre, elles sont montrées, essayées. »

#### La vente des épaves et la création de la station de sauvetage
Pour tenter de mettre fin au pillage des épaves, l'administration organisa la vente des épaves non réclamées comme le raconte Jean Ajalbert en 1890 à Brignogan :

« Le syndic des gens de mer m'instruit. C'est demain la « vente des épaves » non réclamées dans le délai légal, dont le prix sera partagé entre l'État et les découvreurs (qui n'avisent les bureaux que lorsqu'ils y sont contraints) ; quinze cents kilos de caoutchouc, deux barriques de Xérès.. »

La station de sauvetage de Pontusval est créée en 1880 par la Société centrale de sauvetage des naufragés. Le 20 novembre 1882, le canot de sauvetage de Pontusval sauve les membres de l'équipage d'une goélette échouée sur les brisants de la côte de Kerlouan. Le 7 octobre 1900, le canot de sauvetage Marie-Thérèse, de Pontusval, sauve l'équipage du bateau de pêche Notre-Dame de Kerlouan, en détresse à six milles au nord de Pontusval.

#### Le port de Pontusval auXIXesiècle
Benjamin Girard décrit ainsi le port de Pontusval en 1889 : « Une seule passe y donne accès. Il (...) offre, sur une assez longue étendue de côte, le seul refuge possible où un navire en danger puisse échapper à une perte certaine. Cette situation lui a fait établir, en 1881, une station de canot de sauvetage. Ce port ne possède aucun ouvrage et a l'aspect d'une crique circulaire, suffisamment abritée par les terres élevées qui l'entourent. Il peut recevoir des navires d'un tirant d'eau de 4,80 m, mais il n'est fréquenté que par des caboteurs de 30 à 70 tonneaux, qui y apportent divers approvisionnements pour Lesneven, ville peu éloignée du point où il est situé. ; des bateaux de pêche y apportent aussi les goémons nécessaires à la culture. Le port est éclairé par un feu fixe (...), placé sur l'extrémité de la pointe de Beg-ar-Pol ; il a été allumé en 1869 ».

#### L'amorce de la fréquentation balnéaire
En 1901, le journal La Justice indique que le nonce apostolique en France, Benedetto Lorenzelli, accompagné de trois prélats, passe la saison balnéaire à Brignogan au château du prélat Roux. Il était déjà venu l'année précédente. Des fêtes locales (des courses de bicyclettes, des courses de chevaux sur la plage, des régates) étaient organisées chaque dernier dimanche d'août : le journal Ouest-Éclair indique par exemple que celles de 1905 « ont eu lieu au milieu d'une affluence considérable. Elles ont rencontré un grand et légitime succès ».
Un câble télégraphique sous-marin relie à partir de 1869 Brignogan et Salcombe (Grande-Bretagne) ; il est la propriété de l' Anglo-American Telegraph Company. Il fut remplacé en 1900 par un câble reliant Le Havre à Beachy Head.
En février 1899, une tempête submerge les jardins des villas de la plage de Brignogan et « les bateaux de plaisance et de pêche gisent pèle-mêle au fond du port de Pontusval».

### LeXXesiècle

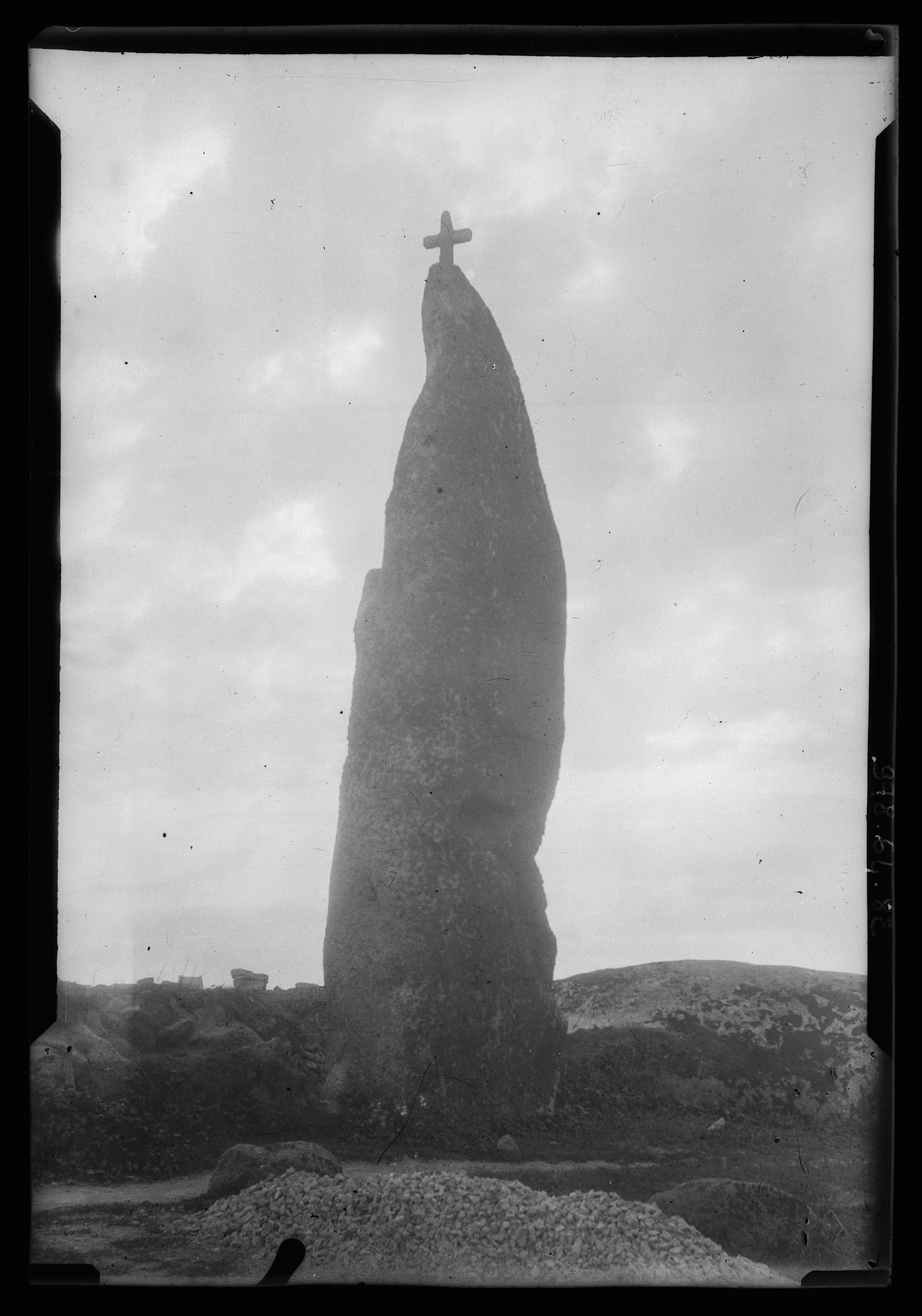
Menhir de Men Marz photographié par Paul Gruyer au début du XXe siècle

#### La Belle Époque
En septembre 1903, Jean Le Fustec, dit Yann ab Gwilherm Lemenig, grand druide de la Gorsedd de Bretagne, à l'occasion du Congrès celtique qui se tenait alors à Lesneven, « officia en robe blanche, pectoral et couronne de chêne, consacra une demi-douzaine de bardes et d'ovates, déchaîna un enthousiasme indescriptible » au pied du menhir de Men Marz en Brignogan.
En avril 1905, le brick-goélette Lucien-Marie, de Saint-Malo, coula sur des rochers en face de Brignogan ; rien ne put être sauvé.
En 1907, le journal La Presse décrit cette tradition des pêcheurs de Brignogan :

« Auprès de Brignogan (...), pays battu par les tempêtes et dont la côte déchiquetée n'est qu'une suite ininterrompue de rochers, de criques et d'îlots, s'élève, entre les blocs de granit, la chapelle solitaire de Saint-Pol. La pauvre population de pêcheurs, décimée par les naufrages et dont les femmes grattent la terre sablonneuse pour en tirer quelques maigres moissons, n'a point d'argent à offrir au saint, en échange de la protection qu'on implore de lui, avant de s'embarquer sur les flots. Alors ils apportent dans leur bonnet la dîme de leurs champs d'avoine et la verse dans un énorme tonneau, qui est à l'entrée de la chapelle depuis un temps immémorial. Le curé en fera pour lui-même de la bouillie ou en nourrira ses poules. »

En septembre 1912, le canot Pillaouer, de Brignogan, fit naufrage dans les parages de l'Île Vierge ; les trois personnes à bord furent noyées, dont le comte Henri de Trobriand, petit-fils du général de Trobriand, un touriste britannique, le major Vaughan Brown, et un matelot,.
Le 30 mai 1913, alors que la tempête faisait rage, plusieurs bateaux durent être secourus par le canot de sauvetage de Pontusval, aidé par l'ancien patron du canot de sauvetage, Yves Le Gall, monté avec sept hommes à bord d'une baleinière. Parmi les bateaux secourus ce jour-là, le sloop Saint-Jean, de Kerlouan, le sloop Écume de mer, de Plouguerneau, le sloop Louise de Kerlouan, etc..

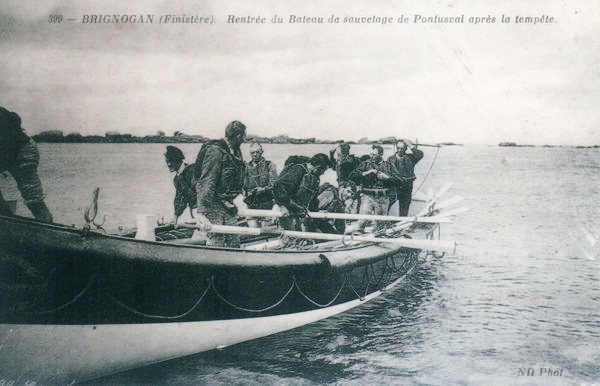
Le retour du bateau de sauvetage de Pontusval après la tempête (début XXe siècle, carte postale ND Photo).
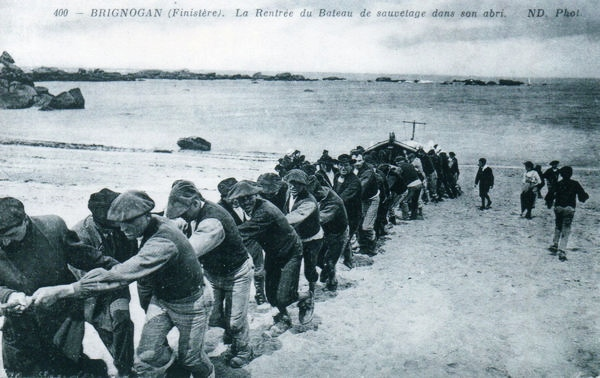
La rentrée du bateau de sauvetage dans son abri (début XXe siècle, carte postale ND Photo).
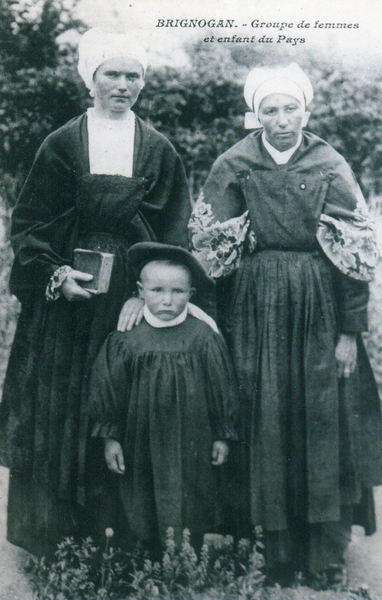
Brignogan : deux femmes et un enfant en costumes traditionnels au début du XXe siècle (carte postale ND Photo).

#### La Première Guerre mondiale
Bien que n'étant pas encore une commune indépendante lors de la Première Guerre mondiale, Brignogan-Plages possède quand même son monument aux morts qui porte les noms de 41 soldats morts pour la France pendant cette guerre.

#### L'essor de la station balnéaire

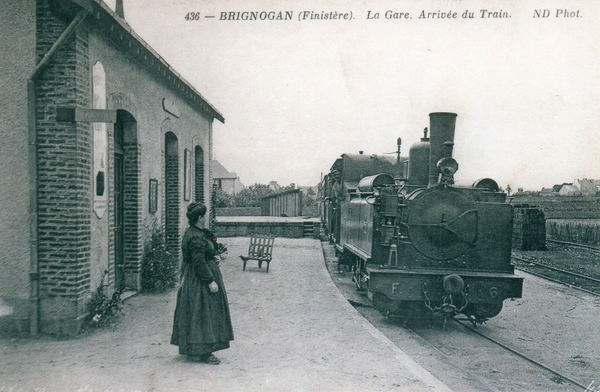
Brignogan : la gare, arrivée du train (début XXe siècle, carte postale ND Photo)

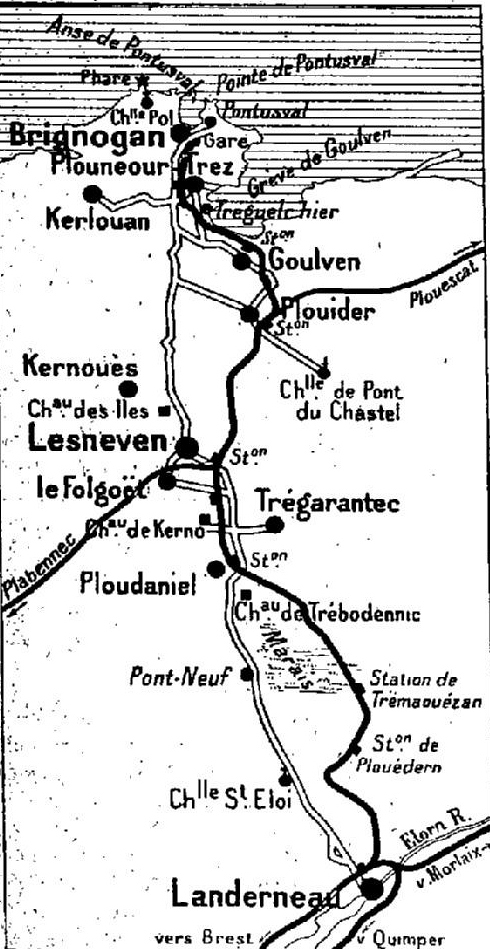
Le tracé de la voie ferrée allant de Landerneau à Brignogan.

Brignogan se développe à la fin du XIXe siècle avec la mode des bains de mer. La station balnéaire prend alors son essor et se démocratise avec l'arrivée du chemin de fer, la ligne des chemins de fer départementaux du Finistère, venant de Landerneau et mise en service via Lesneven jusqu'à Plounéour-Trez en 1894, étant prolongée jusqu'à Brignogan en 1901. Cette ligne ferme en 1946.
L'âge d'or de la station balnéaire correspond à l'Entre-deux-guerres et au début des Trente Glorieuses. La station possédait alors plusieurs hôtels, par exemple l'Hôtel des Baigneurs, l'Hôtel Penanros (celui-ci existait déjà en 1903), l'Hôtel du Léon, l'Hôtel de la Manche, le Grand Hôtel Gourvennec, l'Hôtel des Bains de Mer, etc. Par exemple, le journal Ouest-Éclair indique le 3 août 1932 que la station balnéaire de Brignogan est cet été-là « très fréquentée », que « les hôteliers (...) sont en général très satisfaits. L'un d'eux nous a dit que son établissement était complet pour ce mois d'août. Beaucoup de parisiens, mais pas un étranger ». Le 14 septembre 1937, le même journal indique qu'à Brignogan « à partir du 15 juillet, tous les hôtels étaient complets. De 5 à 600 [touristes] ont occupé les hôtels ou les villas ou les chambres particulières ».
Son déclin commence dès la décennie 1960, la station souffrant de son exposition au nord et de son éloignement des grands axes de communication.

#### L'Entre-deux-guerres
Le 21 novembre 1930, le cargo la Brière, de 80 m de long et jaugeant 3 500 tonneaux, venant de Rouen et à destination de l'Algérie, s'échoue en raison du brouillard sur un récif au large des Chardons bleus ; l'équipage put être évacué avant que le navire se casse en deux. Certains riverains pillèrent une partie de la cargaison faite de vélos, de vêtements, de sucre, de cuivre, de bois, etc., ainsi que de huit vaches qui gagnèrent la plage à la nage !
Le 10 juin 1931, le sloop Orphée, de Kerlouan, ayant talonné une roche et victime d'une voie d'eau, fut pris en remorque par le Georges-Bréant, le canot de sauvetage du port de Pontusval.
Le 14 mai 1935, le chavirage de la barque de pêche, sous voiles, le Saint-Joseph, de Brignogan, fit deux morts et un rescapé.
Le 16 avril 1936, un violent incendie détruisit le garage Le Bihan à Plounéour-Trez ; l'autocariste assurait alors les liaisons régulières Brignogan-Brest et Brignogan-Landerneau.

#### L'indépendance communale
En 1924 une pétition est faite en faveur de la création d'une commune à Brignogan. La spécificité touristique pousse ce qui n'était jusque-là qu'un hameau à se séparer de sa commune mère, Plounéour-Trez, et, après huit années de tractations, Brignogan acquiert son indépendance en février 1934.
En avril 1933, le Sénat vote le projet de loi tenant à distraire de la commune de Plounéour-Trez la section de Brignogan pour l'ériger en commune distincte.
Par la loi du 27 janvier 1934, après bien des vicissitudes, Brignogan devient autonome avec 313 hectares 53 ares 46 centiares et 1 200 habitants, puis prend le nom de Brignogan-Plages par décret du 11 août 1936 pour mettre en valeur sa vocation de station balnéaire. Brignogan est la dernière commune du Finistère à obtenir son indépendance communale, l'avant-dernière ayant été Kerlaz en 1932.
Le premier maire de la commune est le Dr Charles Paugam, qui assure cette fonction jusqu'en 1940. La paroisse est créée le 7 juin 1935.

#### La Seconde Guerre mondiale
Le maire de Brignogan écrit le 6 août 1940 au sous-préfet de Brest que « les deux hôtels sont entièrement à la disposition des Allemands. L'hôtel de la Met a été mis à sac (...). Dans la plupart des maisons sont hébergés des soldats allemands ».
Le monument aux morts de Brignogan-Plages porte les noms de onze soldats morts pour la France pendant la Seconde Guerre mondiale. Parmi eux, trois (Étienne Abiven, Joseph Simon, Charles Tanguy) sont des marins victimes de la bataille de Mers el-Kébir, deux (Jean Favé, Jean Le Gall) sont des marins disparus en mer ; Gouven Abjean Uguen, gravement blessé lors de l'évacuation de la bataille de Dunkerque est mort des suites de ses blessures à Ramsgate (Royaume-Uni).
Le carré militaire du cimetière de Brignogan contient onze tombes de soldats originaires du Commonwealth dont celles du sergent aviateur britannique Gordon Davey, tué le 18 décembre 1941 lorsque son avion Hurricane fut abattu, et de Marshall Gibbons, marin canadien, mort lors du naufrage de l'Athabaskan, torpillé par les Allemands au large du phare de l'Île Vierge le 29 avril 1944 ; les neuf autres n'ont pas été identifiés.

#### L'après-Seconde-Guerre-mondiale
Quatre soldats (André Gac, Pierre Jaffrès, Albert Loussouarn, François Moallic), originaires de Brignogan, sont morts pendant la Guerre d'Algérie.

### LeXXIesiècle

#### La modestie de la station balnéaire actuelle
Brignogan-Plages en 2014  possède un hôtel et dispose de trois campings, deux 2 étoiles (le camping du Phare, qui dispose de 144 emplacements et le camping Les Nymphéas qui propose 35 emplacements), et un 3 étoiles, le camping de la Côte des Légendes qui dispose de 148 emplacements). L'ancienne colonie de vacances Renault, est aujourd’hui devenue un hôtel-restaurant de bord de mer l'Hôtel de la mer. De nombreux mariages y sont organisés tout l'été.

#### La fusion avec Plounéour-Trez en 2017
Le 1er janvier 2017 , Brignogan fusionne avec Plounéour-Trez, près de 83 ans après avoir obtenu son indépendance communale et être détachée de cette même commune

## Politique et administration
Brignogan-Plages fait partie du Pays de Léon, du canton de Lesneven et de l'arrondissement de Brest. 

### Liste des maires
| Période                                  | Période       | Identité            | Étiquette | Qualité                                                                |
| ---------------------------------------- | ------------- | ------------------- | --------- | ---------------------------------------------------------------------- |
| Les données manquantes sont à compléter. |               |                     |           |                                                                        |
| 1934                                     | 1940          | Charles Paugam      |           |                                                                        |
| 1942                                     | 1944          | Alexandre Baley (d) |           | Négociant en vins, président de la société hippique du Nord-Finistère. |
|                                          |               |                     |           |                                                                        |
| avant 1988                               | 1989          | Jean-Paul Dano      |           |                                                                        |
| 1989                                     | 1994          | Pierre Le Bihan     |           |                                                                        |
| mars 2001                                | 2008          | Yvonne Abiven       |           |                                                                        |
| mars 2008                                | 2014          | Jean-Yves Bodennec  |           |                                                                        |
| mars 2014                                | décembre 2016 | Jean-Clément Zion   | SE        | Retraité                                                               |

### Jumelages
La commune est jumelée avec Breage-Praa Sands (en) en Cornouailles anglaise.
 Breage-Praa Sands (Royaume-Uni)

## Population et société

### Démographie
L'évolution du nombre d'habitants est connue à travers les recensements de la population effectués dans la commune depuis 1936. Pour les communes de moins de 10 000 habitants, une enquête de recensement portant sur toute la population est réalisée tous les cinq ans, les populations de référence des années intermédiaires étant quant à elles estimées par interpolation ou extrapolation. Pour la commune, le premier recensement exhaustif entrant dans le cadre du nouveau dispositif a été réalisé en 2007.

En 2014, la commune comptait 736 habitants, en évolution de −12,8 % par rapport à 2008 (Finistère : +2,16 %, France hors Mayotte : +2,11 %).
| 1936  | 1946  | 1954  | 1962  | 1968  | 1975  | 1982 | 1990 | 1999 |
| ----- | ----- | ----- | ----- | ----- | ----- | ---- | ---- | ---- |
| 1 066 | 1 274 | 1 122 | 1 115 | 1 052 | 1 039 | 881  | 836  | 849  |

| 2006 | 2007 | 2012 | 2014 | - | - | - | - | - |
| ---- | ---- | ---- | ---- | - | - | - | - | - |
| 838  | 835  | 742  | 736  | - | - | - | - | - |

Commentaire : Depuis 1946, la commune est en déclin démographique : elle a perdu 532 habitants entre 1946 et 2012, soit un déclin de - 41,8 % en 66 ans. En 2011, les 65 ans et plus formaient 36,3 % de la population totale, alors que les 0 à 19 ans en formaient seulement 12,9 % ; 29 % seulement des actifs brignoganais ont un emploi dans la commune même, car les emplois y sont peu nombreux. La commune connaît constamment, au moins depuis 1968, mais probablement avant également, un solde naturel négatif qui a culminé entre 1975 et 1982 (-2,3 % l'an), mais qui reste important (- 1,5 % l'an entre 2006 et 2011) ; si le solde migratoire était positif de 1982 à 2006 en raison de l'afflux de personnes âgées, il est lui aussi négatif (- 0,8 % l'an) entre 2006 et 2011. Le vieillissement de la population explique que le taux de mortalité (14,3 pour mille entre 2006 et 2011) soit plus du double du taux de natalité (7,1 pour mille pendant la même période) ; par exemple, pour la période 1999 - 2007, Brignogan-Plages a enregistré 59 naissances et 108 décès et, pour la période 2008 - 2013 25 naissances et 73 décès.
L'habitat est formé principalement de maisons individuelles (91,8 % du parc immobilier en 2011), souvent des villas et les résidences secondaires étaient en 2011 plus nombreuses que les résidences principales, le reste étant constitué par les logements vacants. La population communale est donc une population vieillissante, dynamisée toutefois par l'arrivée de jeunes retraités attirés par la situation littorale de la commune, certains transformant leur résidence secondaire en résidence principale lors de leur retraite.
L'activité touristique reste soutenue, dès le printemps. De nombreuses familles reviennent avec chaque année, avec plaisir, dans leurs maisons de vacances et profitent du calme et des bienfaits toniques du bord de mer, quand de nombreux touristes découvrent souvent avec surprise les paysages du bout du monde et la qualité de vie locale,

### Enseignement
- École publique :
  - École Jean Guillou

### Culture/Mer
- Musée du coquillage et autres animaux marins

### Santé
- Un cabinet d’infirmiers
- Une pharmacie

### Sports
L'activité sportive  est assurée par le Centre Nautique de Brignogan-Plages situé dans la baie ainsi que par le Tennis Club de la Côtes des légendes sur le site des terrains municipaux du Lividic.

## Économie
L'économie traditionnelle de la commune était orientée vers la mer (pêche locale et récolte de goémon) et l'agriculture essentiellement vivrière.
La commune est devenue au fil des ans une station balnéaire active, du fait du charme de ses longues plages et de la proximité du pays des Abers qui attire un flux touristique certain.
En complément de ces activités traditionnelles, l'économie de la commune au XXIe siècle reste principalement tournée vers les activités agricoles. Il y a une dizaine d'exploitations agricoles dans la commune avec notamment la prédominance de la culture de légumes, melons racines, et tubercules (dont les fameuses échalotes et oignons roses destinés aux Johnnies de Roscoff) ainsi que de céréales.
La commune accueille la résidence d'écriture cinématographique Groupe Ouest depuis 2006.

## Culture locale et patrimoine

### Lieux et monuments

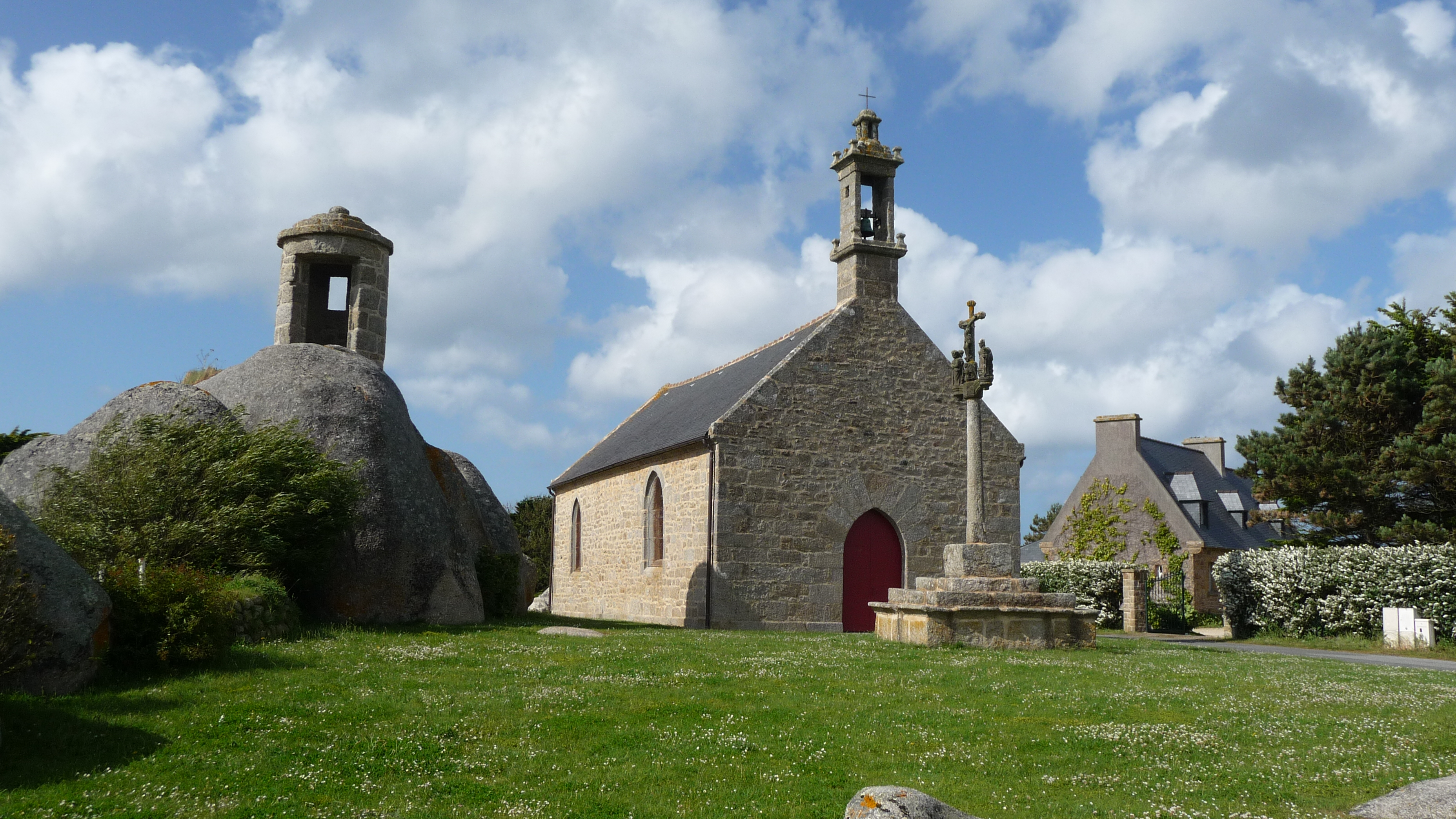
La chapelle Pol, son calvaire et la guérite de douaniers.

- La chapelle Pol et son calvaire : à quelques pas de la pointe de Pontusval, sur un amas rocheux, se dresse la chapelle Pol. Restaurée, voire rebâtie en 1870 (et à nouveau restaurée en 1999), elle remplace une chapelle plus ancienne, sans doute du XVIe siècle. Ce sanctuaire est édifié à l'emplacement d'un asile monastique construit par saint Pol Aurélien, premier évêque de Léon. La chapelle est encadrée d'une jolie croix du XVIIe siècle et d'un superbe calvaire à personnages du XVIe siècle. Sur un rocher voisin, on a bâti pour les douaniers une curieuse guérite en pierre, à laquelle on accède par un escalier taillé directement dans le roc. C'est de ce magnifique poste d'observation, qui embrasse le Pays pagan des grèves de Pontusval à celles de Kerlouan, que les miliciens garde-côtes surveillaient l'approche éventuelle d'un navire ennemi ou repéraient les naufrages jadis si fréquents. La petite chapelle possède aussi sa légende : une nuit, un marin revenant de mer fut surpris par un violent orage. Plutôt que de rentrer chez lui sous la tempête, il décida de se réfugier dans la chapelle Pol et d'y passer la nuit. Alors qu'il commençait à s'endormir, il entendit sonner les douze coups de minuit, deux cierges s'allumèrent sur l'autel et un prêtre apparut au milieu du chœur. Terrifié par cette vision, notre homme se recroquevilla dans son coin, osant à peine respirer. Le prêtre attaqua la messe : « Introibo ad altare Dei… ». Pas de réponse. Il recommença une fois, deux fois, toujours rien. Alors les cierges s'éteignirent et le prêtre disparut. Le marin hésita longtemps avant de raconter sa mésaventure, craignant que l'on se moquât de lui. Il décida tout de même de se confier au curé de Plounéour-Trez, qui lui conseilla de retourner une nuit à la chapelle Pol. Dans cette perspective, le curé l'initia à répondre à la messe. L'année suivante, à la même date, le marin retourna à la chapelle. À minuit, les cierges s'allumèrent, le prêtre apparut et commença : « Introibo… » Courageusement, le marin alla se placer à ses côtés et répondit : « Ad Deum qui laetificat juventutem meam » et ainsi de suite. La cérémonie terminée, le prêtre le remercia et lui expliqua qu'il était une âme du purgatoire, contraint de venir dire la messe dans la petite chapelle Pol à chaque date anniversaire de sa mort, sa pénitence s'achevant à l'instant où quelqu'un viendrait lui répondre. Il existe une autre tradition se rapportant à la chapelle : quand un marin est perdu en mer, on célèbre une messe dans la chapelle Pol et trois jours après le corps revient à la côte. C'est ce qui s'est produit pour le corps d'Henri de Trobiand, noyé le 12 septembre 1912, entre Pontusval et l'Aber Wrac'h.

Chapelle Saint Pol
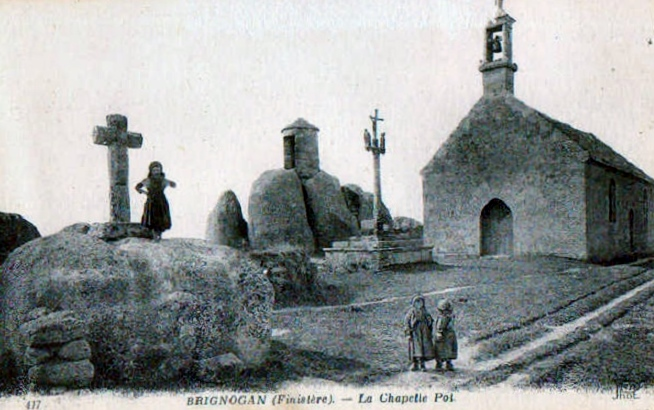
Vers 1900.
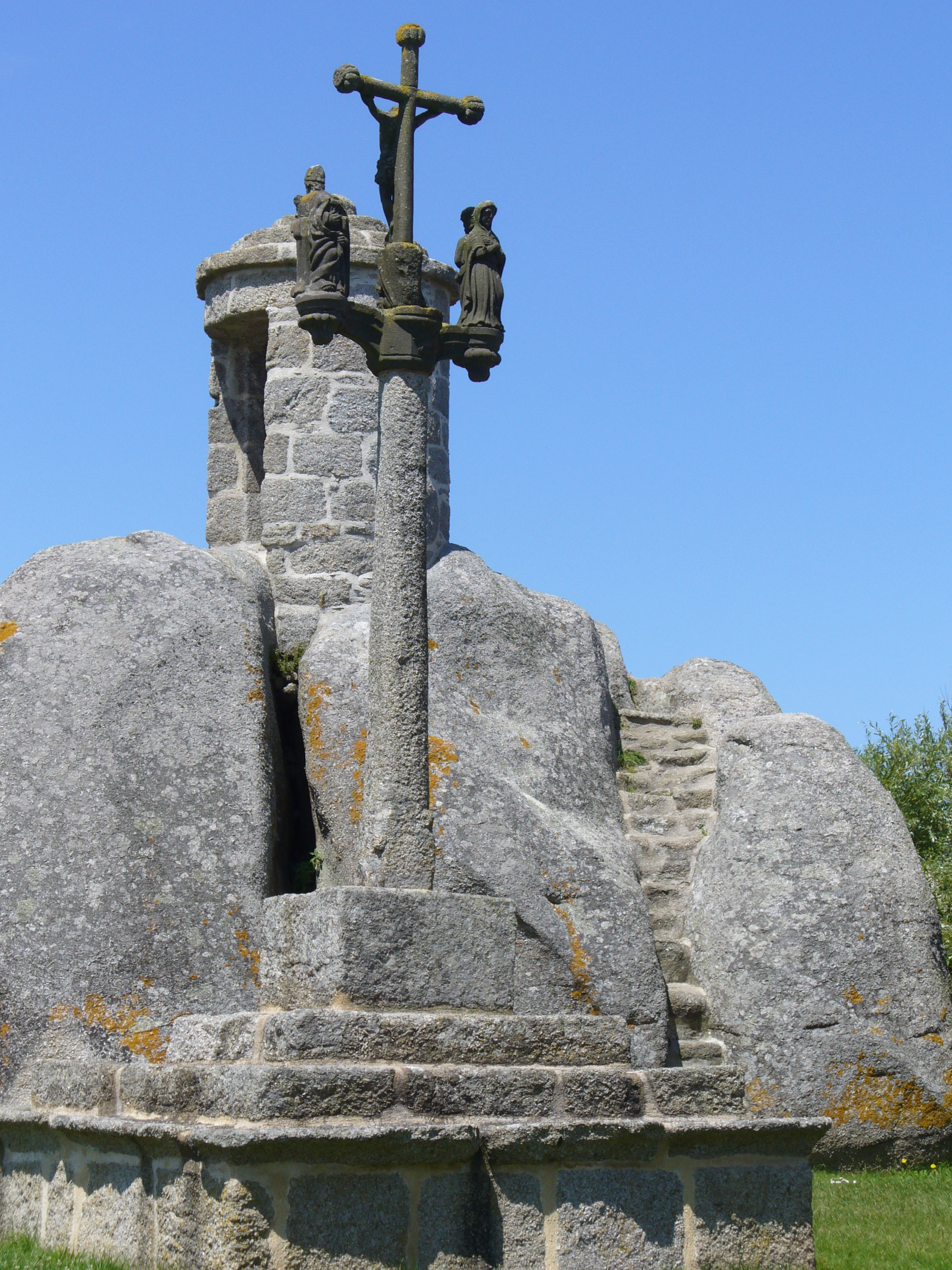
Le calvaire.
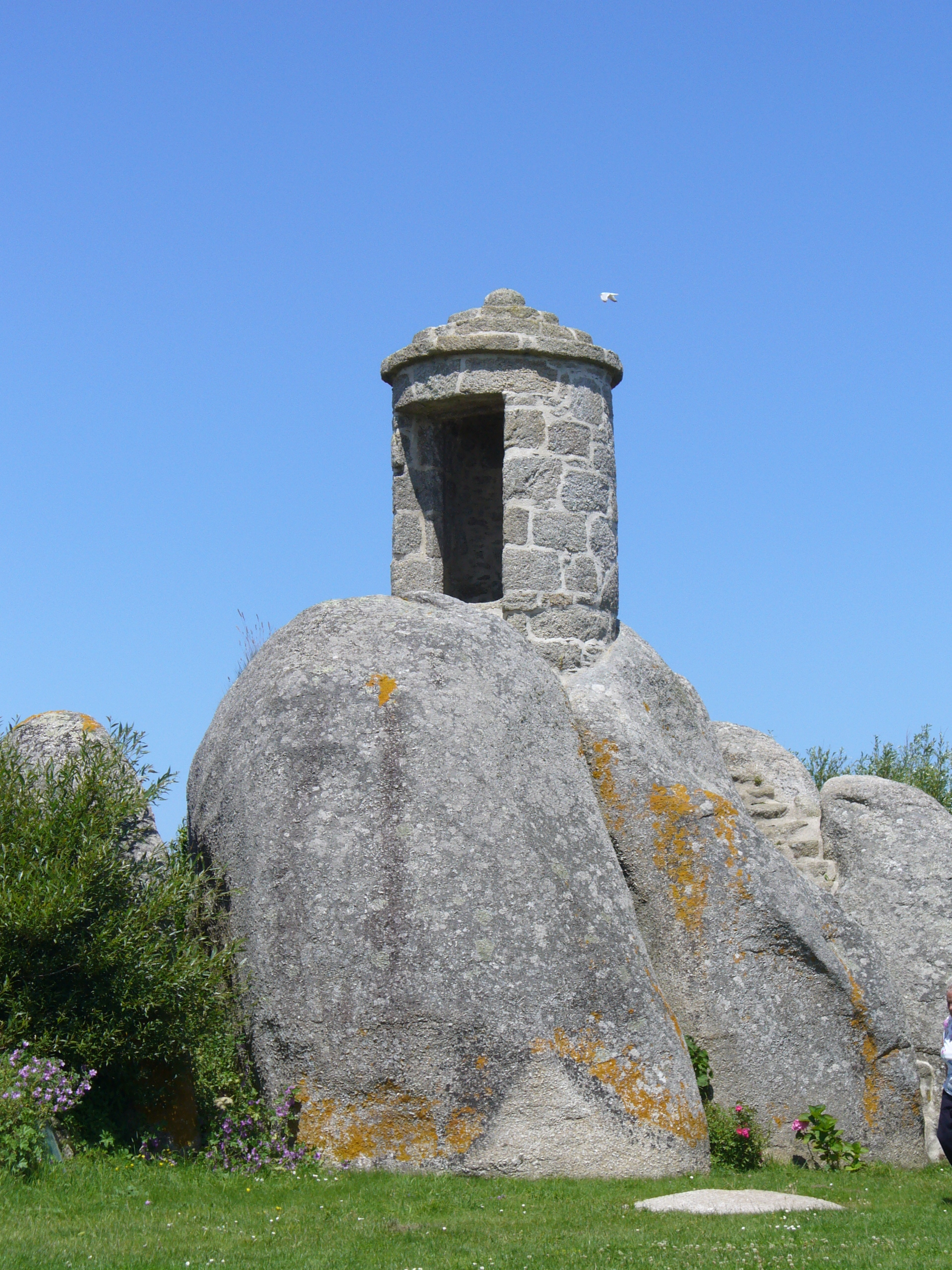
La guérite.

- Les croix et calvaires : Brignogan-Plages en possède onze[63] dont, outre le menhir christianisé et celui de la chapelle Pol cités précédemment, le calvaire de Pont-ar-Crorz, ou de Pont ar Groas qui date du XVIIe siècle, celui de Kervézal du Moyen Âge, celui de Tréberre de 1578, celui de Perros du XVIe siècle, celui de la rue du Creach de 1818, celui de Coat-Tanguy de 1830, celui de Pratmeur de 1857.
- Le menhir de Pontusval : avec ses 8,50 mètres de hauteur et sa masse de l'ordre de 80 tonnes, il fait partie des quatre menhirs les plus hauts de France et est classé monument historique.
- Le phare de Pontusval.

Menhir et phare de Pontusval
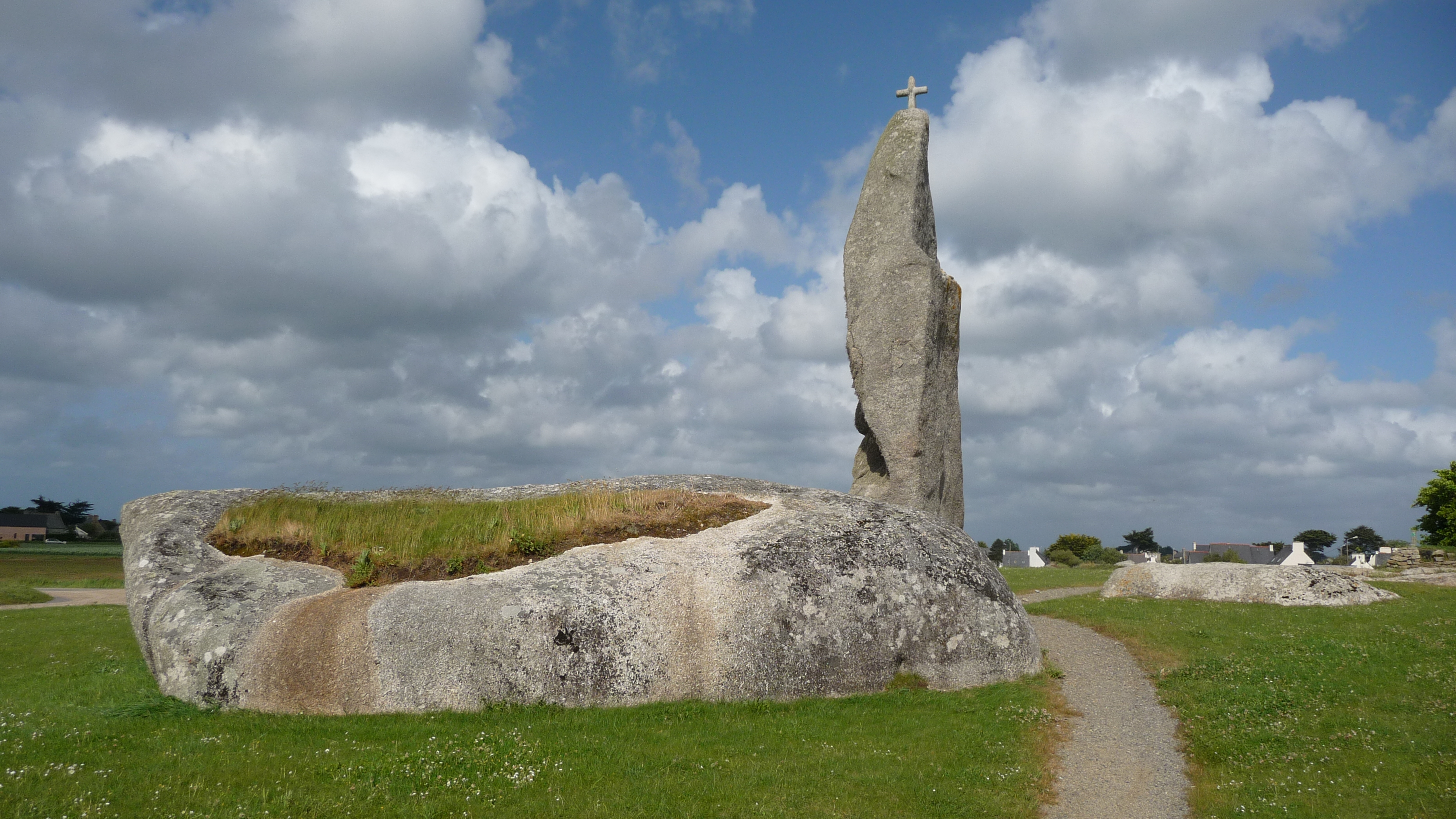
Le menhir.
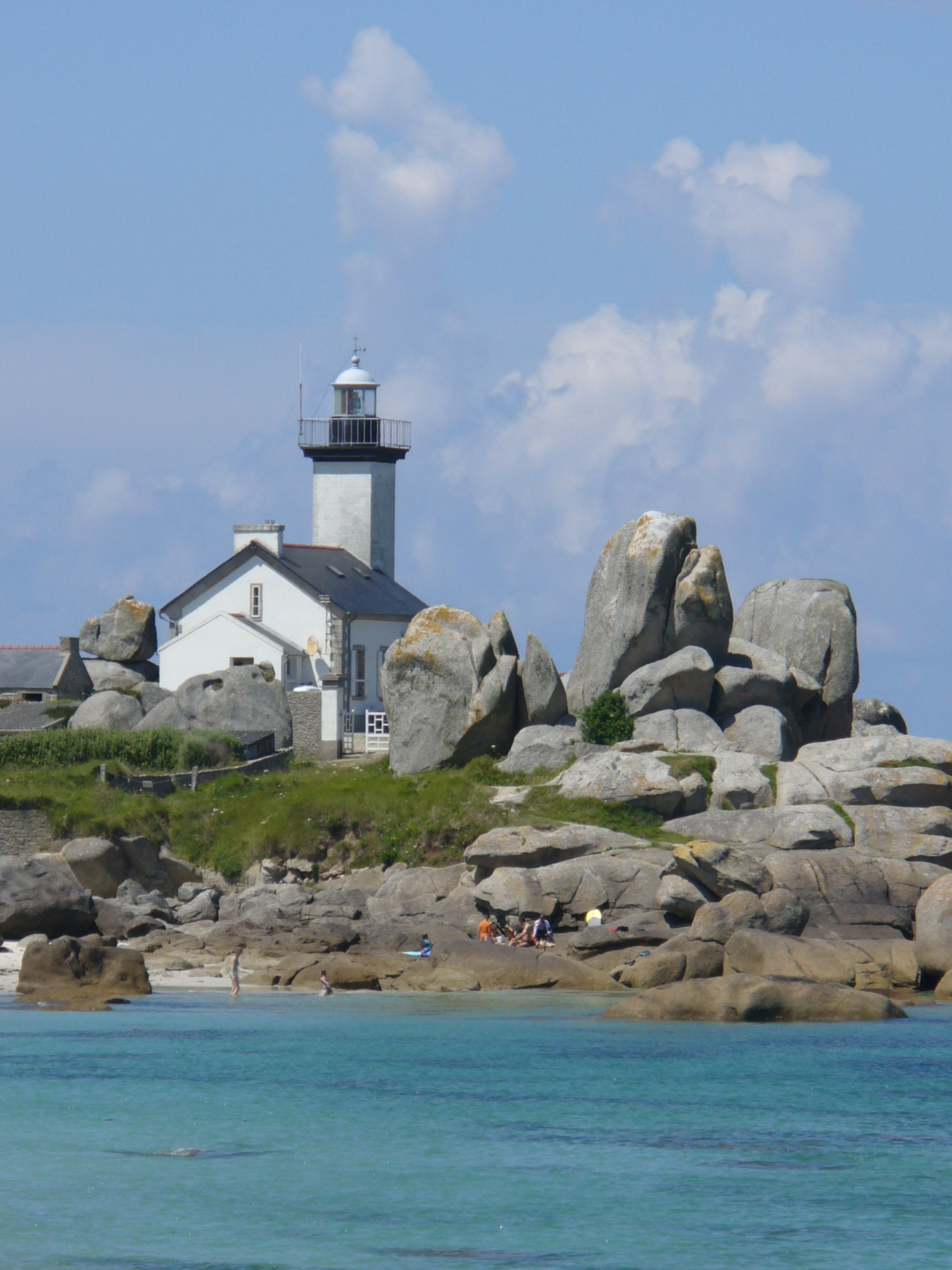
Le phare.

- L'église paroissiale Sainte-Bernadette, en forme de croix latine, a été construite en 1938-1939 ; inachevée lors du déclenchement de la Seconde Guerre mondiale, elle n'est terminée et consacrée qu'en 1956, son clocher datant même de 1960 ; elle possède des vitraux modernes et une statue de saint Pol en granite de Kersanton[64].
- Le manoir du Scluz, restauré (propriété privée).
- Le sémaphore de Brignogan, construit en 1980 en remplacement de celui de l'Aber-Wrac'h[65].

Autres lieux
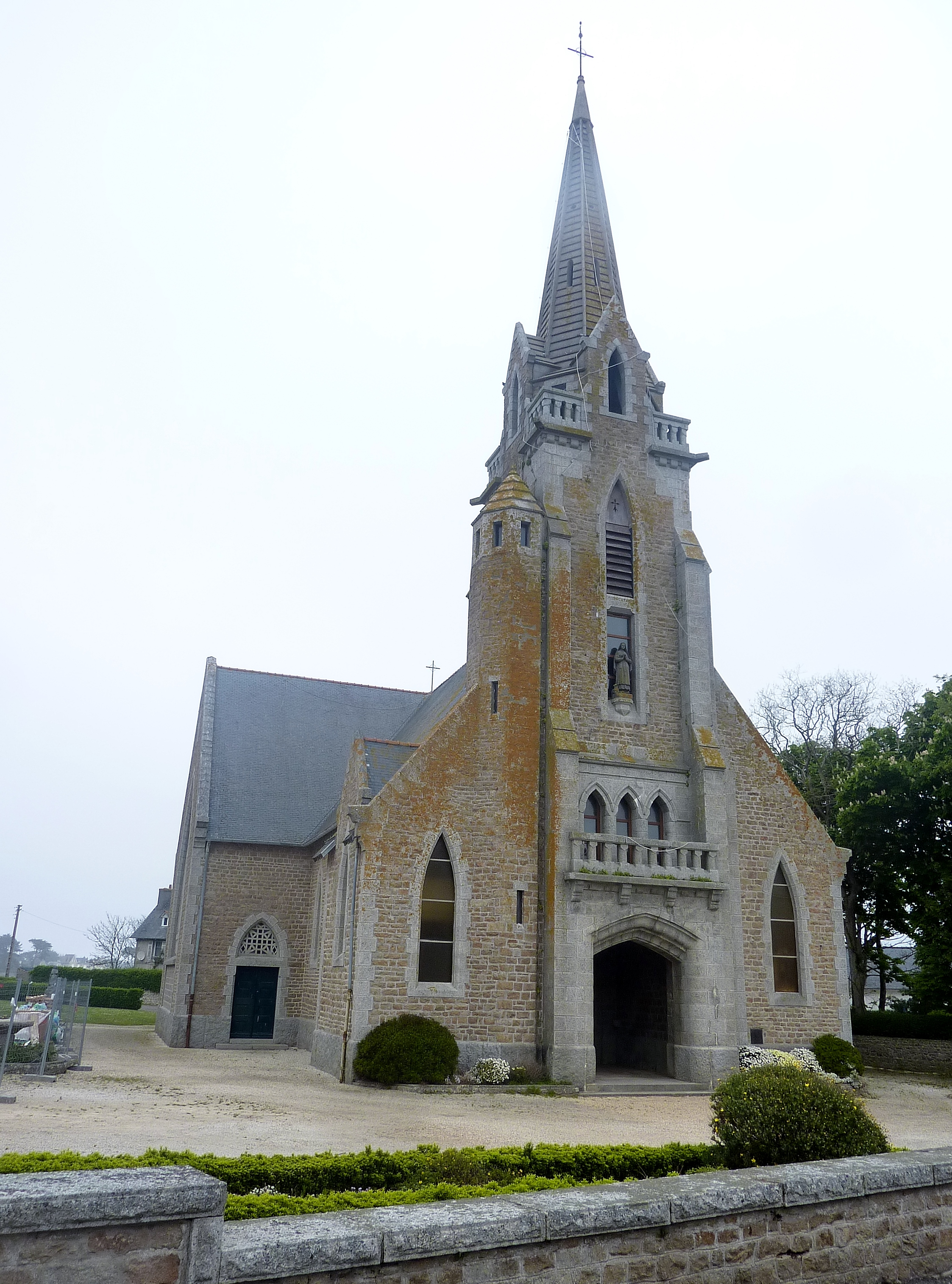
L'église paroissiale.
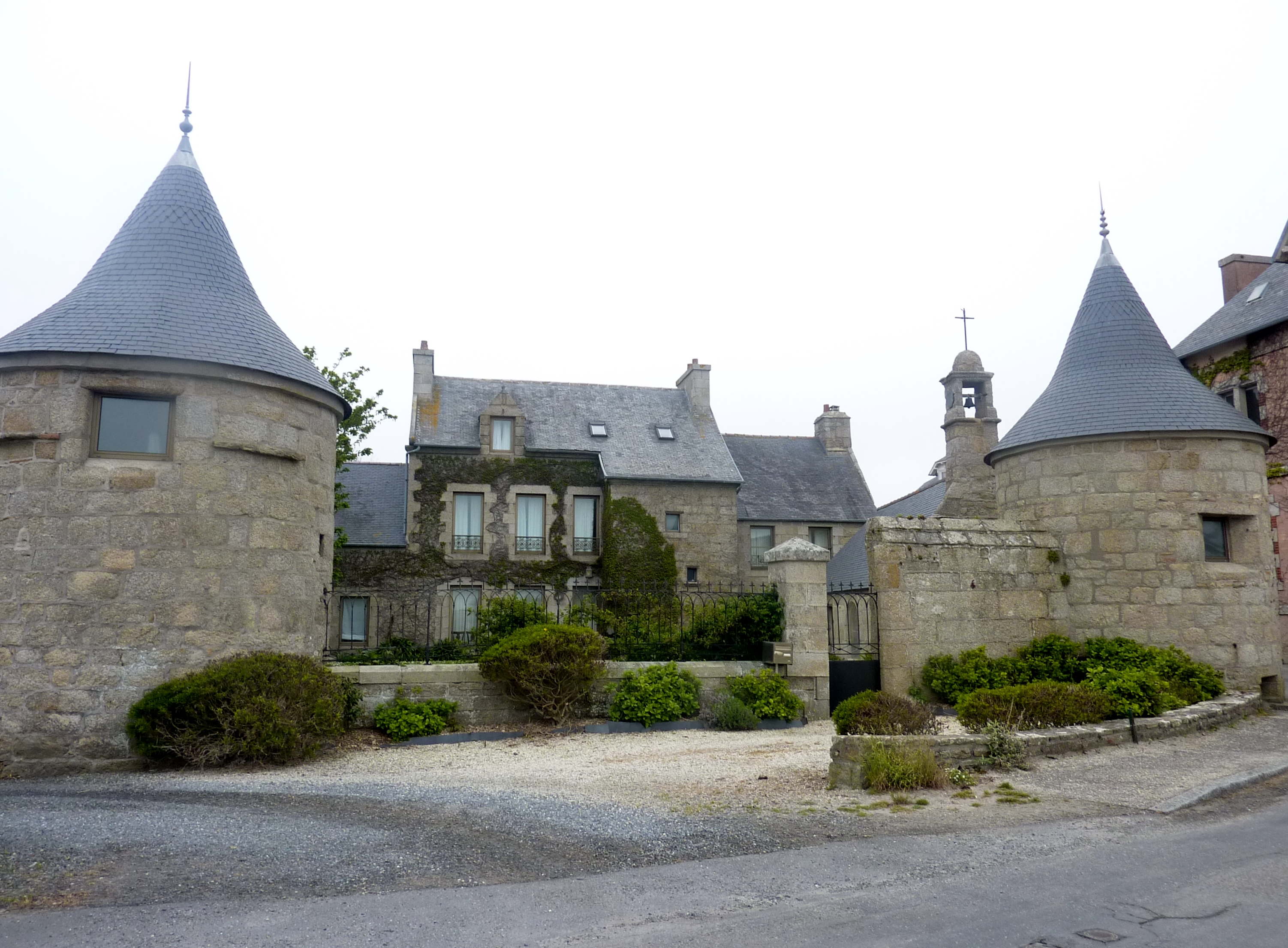
Le manoir du Scluz.
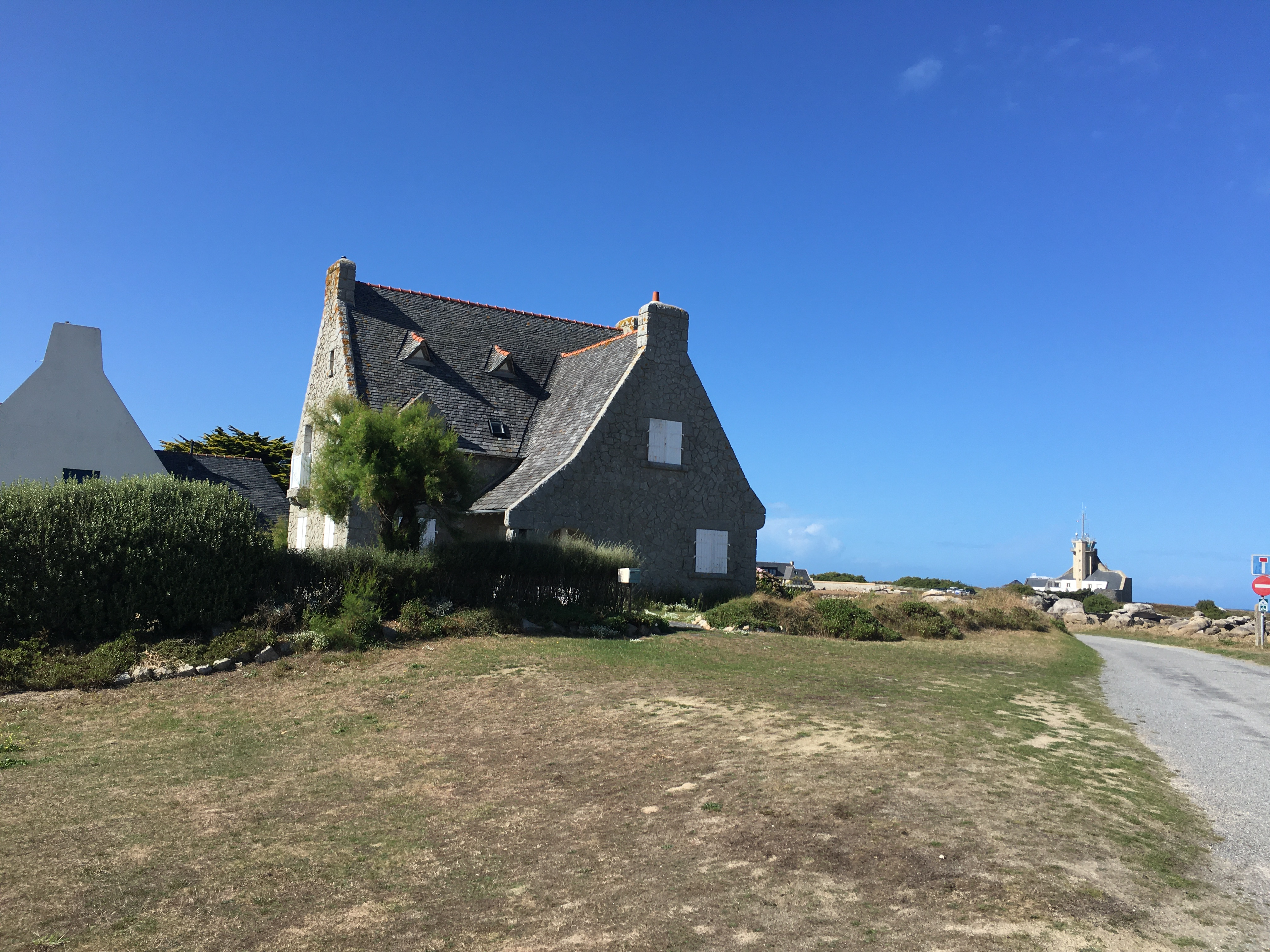
Villa et Sémaphore.

### Patrimoine naturel

#### Le port

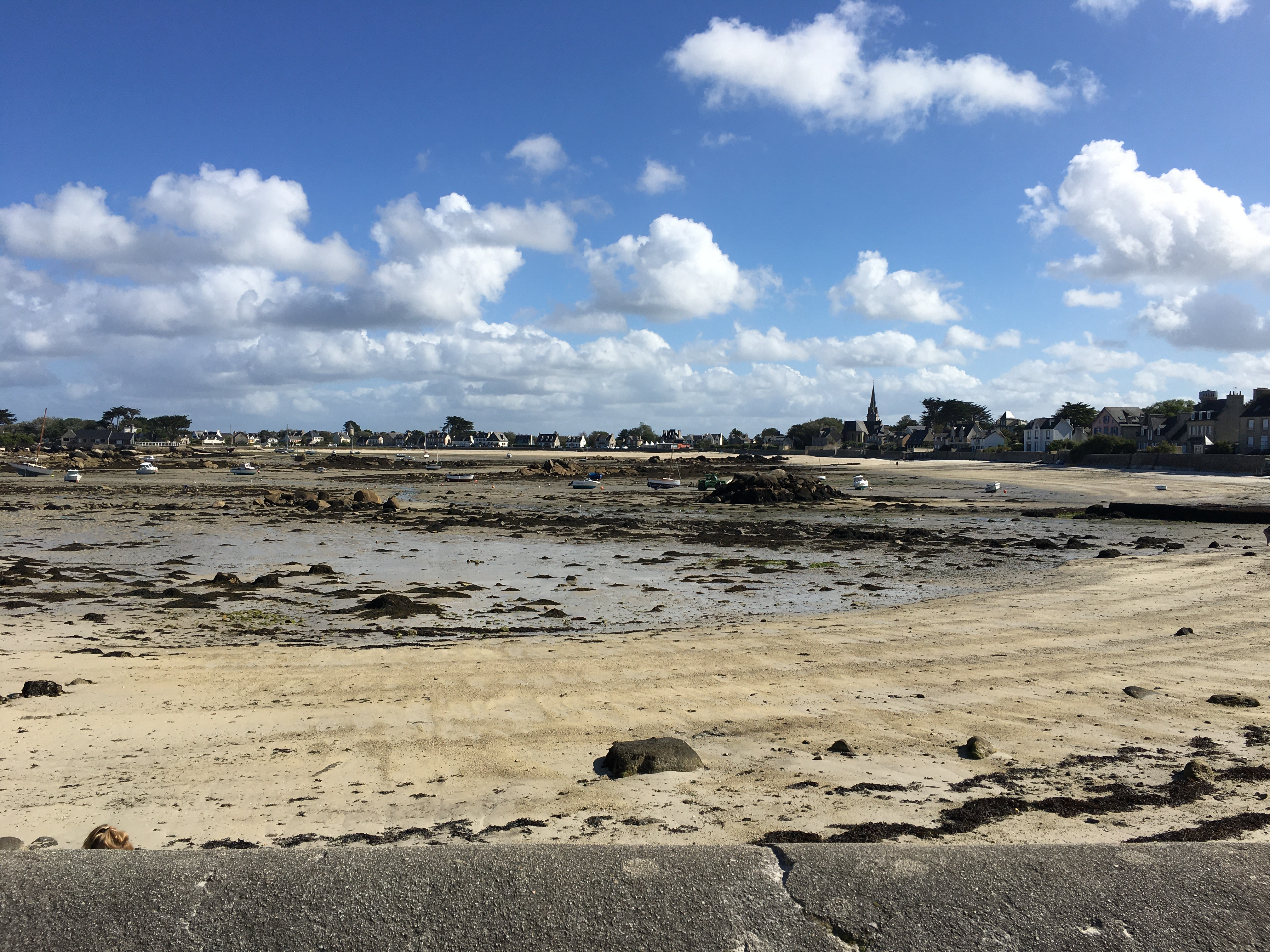
Le port d'échouage de Pontusval à marée basse.

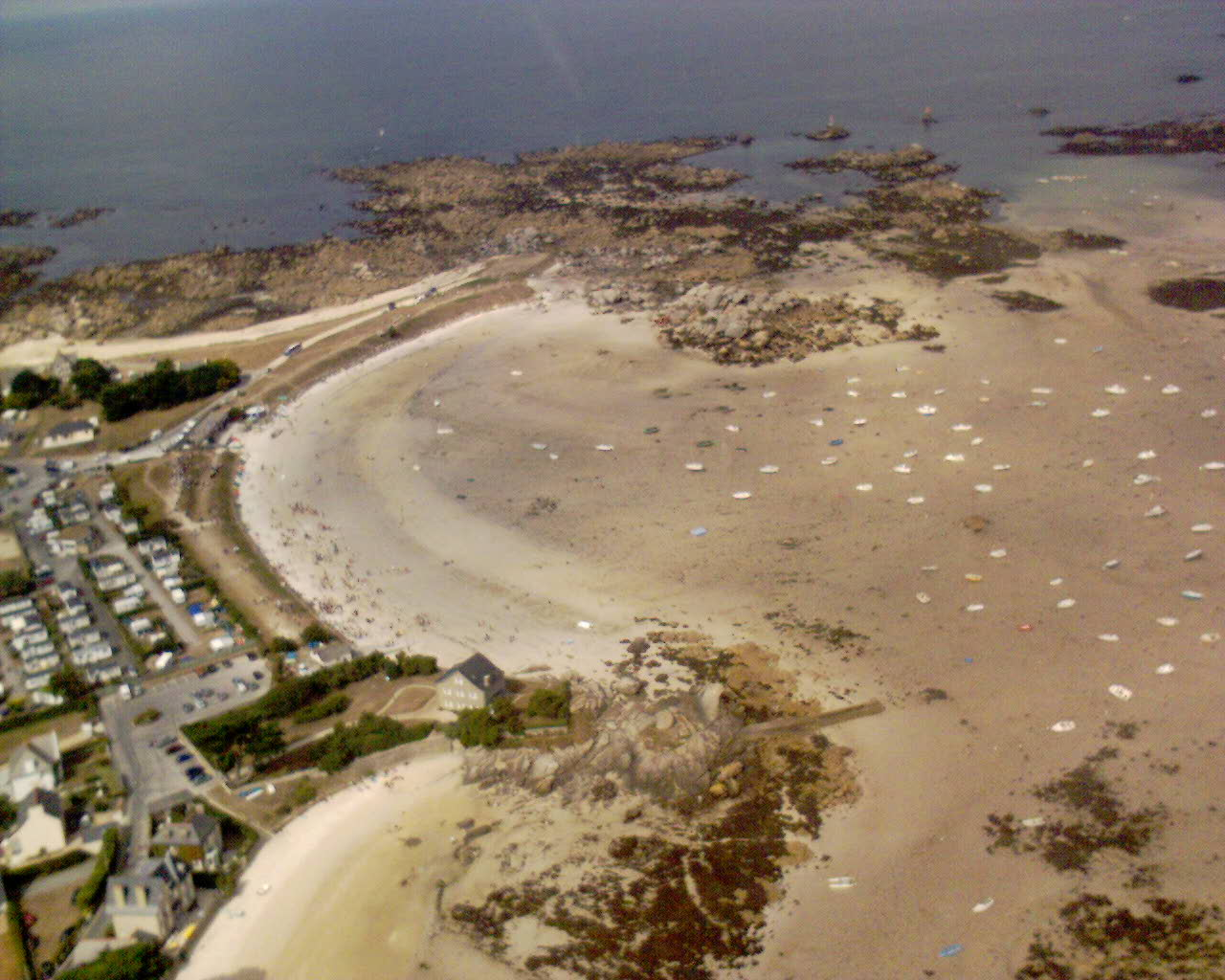
L'anse de Pontusval à marée basse, vue d'hélicoptère.

La baie de Brignogan-Plages, appelée port de Pontusval, est un port d'échouage qui constitue une étape pour les plaisanciers naviguant dans la Manche.
L'entrée est ouverte au nord-est. La zone sud est protégée des vents dominants.
Des corps-morts à l'usage des navires de passage sont placés à l'entrée du port et à l'intérieur.
Le mouillage sur ancre est autorisé mais réglementé.
Il y a deux cales de mise à l'eau mais leur pente est réduite (5 %) ce qui fait qu'elles ne sont utilisables qu'au flot.
Les cales de mises à l'eau du Korejou (commune de Plouguerneau) sont plus pratiques.
Ce petit havre de paix était autrefois très fréquenté. Il assurait en particulier l'approvisionnement de la ville de Lesneven. On y débarquait du vin, des planches, du sel, du fer, de la poterie, de la résine, des pierres de moulin. Les Bordelais et les Normands venaient même y échanger des fèves, des pois et des grains de toutes espèces. Puis le port perdit sa fonction commerciale, et l'on vit au début du XXe siècle, s'y dérouler des régates de bateaux de pêche, de voiliers et bateaux à rames, attirant chaque année les foules.

#### La pointe de Pontusval et le dragon de l'Élorn (la légende)
À La Roche Maurice, près de Landerneau, deux chevaliers longent la rivière lorsqu'ils aperçoivent le seigneur de l'Élorn s'y jeter et s'y noyer. En lui portant secours, ils lui demandent la raison de son acte. « Tout près d'ici, vit un dragon qui dévore gens et bêtes. Pour apaiser sa faim, une personne est tirée au sort chaque samedi, et ce sort vient de désigner mon fils âgé de deux ans. Je préfère me noyer que de livrer mon enfant ». Comme Élorn est païen, les chevaliers lui promettent de le débarrasser du dragon s'il se convertit. Élorn accepte aussitôt. Les deux hommes capturent, non sans mal, l'animal et le conduisent jusqu'à la pointe de Pontusval. Là, ils précipitent le dragon dans la mer où il se noie. Depuis cette aventure, le lieu est appelé Pontusval, ou Poul beuz an eval, en vieux breton, c'est-à-dire « gouffre où fut noyée la bête ».

## Fictions concernant Brignogan
- Pierre Maël : La Roche qui tue, roman[66].
- Le court-métrage césarisé Les Bigorneaux y fut tourné, vers 2017...